# Geschichte der Stadt Danzig
Die Geschichte der Stadt Danzig umfasst die Entwicklungen auf dem heutigen Gebiet der Stadt Danzig (polnisch Gdańsk) von der ersten Besiedlung bis zur Gegenwart.

Umgebung von Danzig mit Neufahrwasser und Weichselmünde um 1898

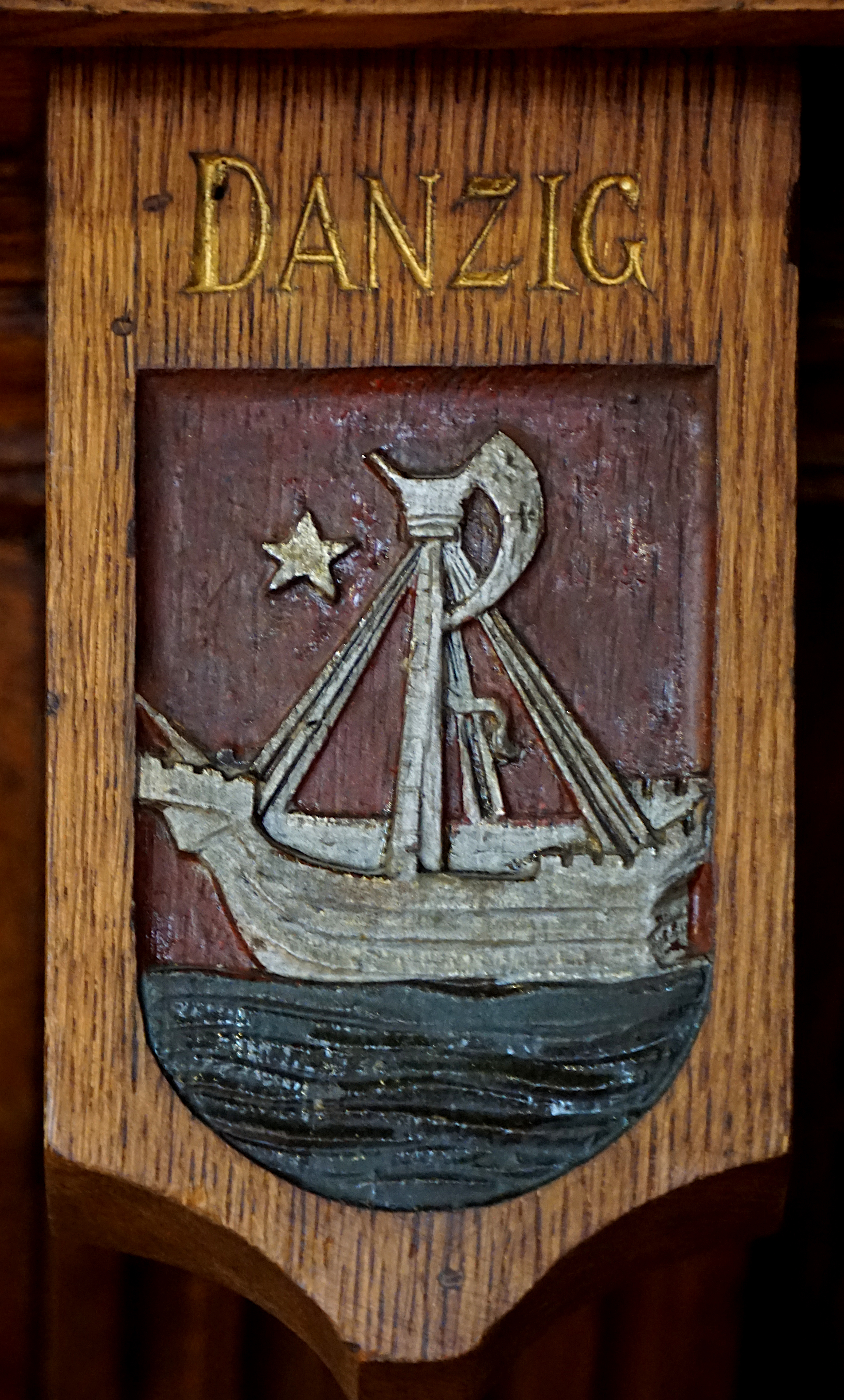
Altes Wappen von Danzig im Plenarsaal des altstädtischen Rathauses in Danzig

## Geschichte vom 7. bis 13. Jahrhundert

### Wikingerzeit 9. und 10. Jahrhundert

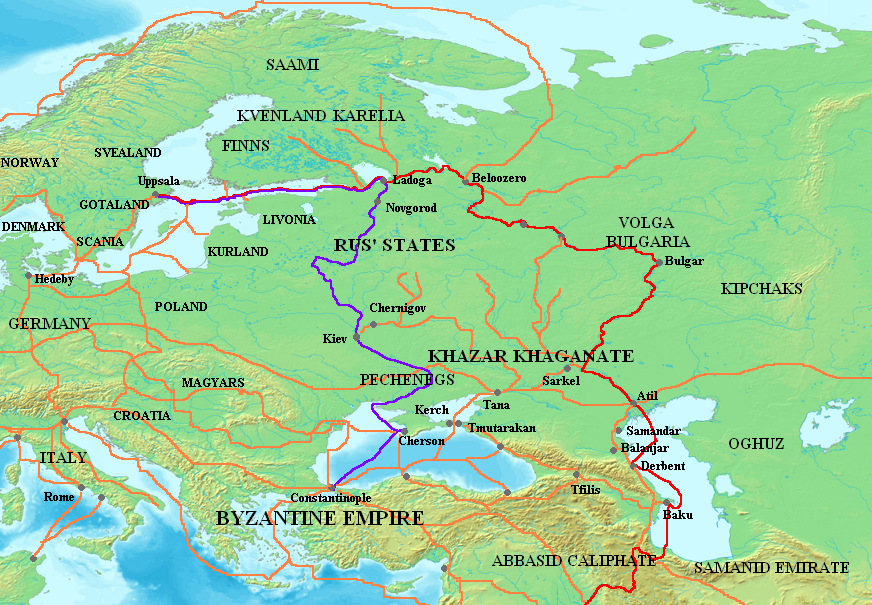
Handelswege im 10. Jahrhundert

Die Weichselmündung in die Ostsee war Teil eines wichtigen Handelsweges der skandinavischen Wikinger (Waräger) bis in das Byzantinische Reich.
Der älteste archäologische Fund im Stadtgebiet des heutigen Danzig ist das Fragment einer arabischen Münze von etwa 812/820 westlich der Altstadt in der ul. Strzelnicka (Schützengasse), wo ein alter Handelsweg von Süden nach Norden verlief. Dieser lag am Hagelsberg (Góra Gradowa).
Es ist unsicher, ob auf diesem Berg eine Siedlung oder Burg bestand. Es sind fast keine archäologischen Funde gemacht worden, da das Gelände im 17. Jahrhundert mit einer Festung bebaut wurde. Eine arabische Münze von etwa 913/943 ist fast der einzige Fund, Siedlungs- oder Befestigungsspuren konnten bisher nicht festgestellt werden. Da es aber eine vergleichbare Burg im nahegelegenen Sopot gibt, ist es möglich, dass auch hier eine kleinere Burganlage bestand.
Eine Siedlung befand sich im Bereich des späteren Langen Marktes und der östlichen Langgasse (ul. Długa, am späteren Rechtstädtischen Rathaus) seit dem späten 9. Jahrhundert. Diese lag an der Mottlau und besaß einen Hafen.  Die Bewohner betrieben Fischfang, Ackerbau und Viehzucht, und übten Handwerke wie das Schmiedehandwerk aus. Die Siedlung war mit einem Erdwall mit Faschinenverstärkung umgeben. Sie diente dem Handel an der Weichsel und ist mit Truso und Wolin vergleichbar, die von skandinavischen Händlern und Seeleuten genutzt wurden.
Die ethnische Zusammensetzung der Siedlung ist bisher unbekannt, wahrscheinlich gab es prußische, kaschubische und skandinavische Bewohner.
Ein Friedhof befand sich an der Stelle des späteren Dominikanerklosters (jetzt Markthalle/Hala Targowa) spätestens seit dem 10. Jahrhundert.

### Polnische Zeit 10. bis 12. Jahrhundert

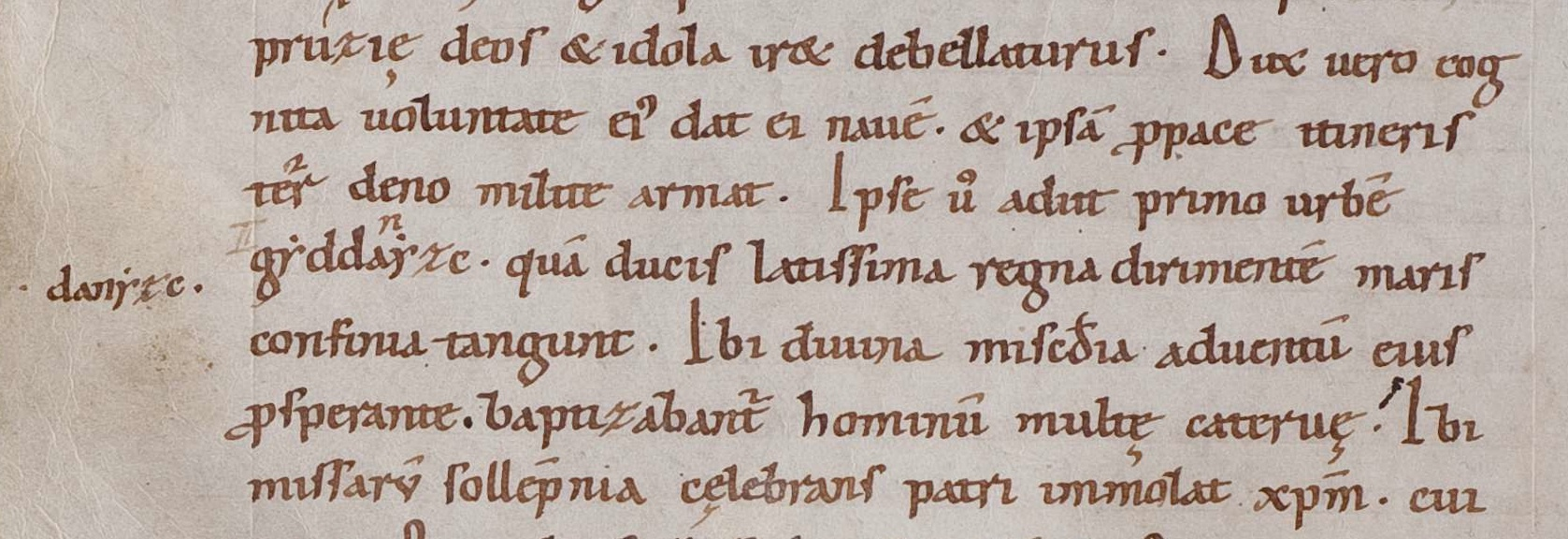
Chronik von 997, mit Ersterwähnung urbem Gyddanyzc

Um 970/990 kam das Gebiet unter die Herrschaft des polnischen Herrschers Mieszko I. Von 997 ist die älteste Erwähnung der urbs Gyddanyzc erhalten, als der Missionar Adalbert von Prag hierher kam, um Prußen zu bekehren. Er stellte fest, dass es bereits Christen in Danzig gab.
Ob die Burgstadt Danzig zu dieser Zeit auf dem Hagelsberg lag oder sich an der Mottlau befand, ist unsicher. Es ist gut möglich, dass es bereits zu dieser Zeit eine Burgsiedlung auf einer Insel in der Mottlau gab, im Bereich des späteren Ordensburg (heute Ortsteil Zamczysko).
Die ältesten archäologischen Datierungen sind allerdings erst aus der Zeit von etwa 1050 nachgewiesen worden.
Die Siedlung am späteren Langen Markt veränderte sich zu einem Platz des Handels-Hafen-Typus ohne Tierhaltung. Sie war ebenfalls durch eine starke Holz-Erde-Befestigung gesichert.  Ihre räumliche Ausdehnung wird auf höchstens drei Hektar geschätzt.
Als Polen 1037–1039 sich durch heidnische Aufstände in Auflösung befand, lösten sich die pommerschen Stämme aus dem Piastenverbund. Kasimir I, der 1039 mit Unterstützung Kaiser Heinrichs III. immerhin Großpolen und Kleinpolen wieder zusammengeführt hatte, 1046 gegen die kaiserliche Politik auch Schlesien zurückgewann, eroberte 1047 mit Unterstützung des Kiewer Großfürsten Jaroslaw des Weisen auch Masowien und das Danziger Pommern zurück. Sein Sohn König Bolesław II. verlor aber um 1060 die Kontrolle über Pommerellen wieder. Nach seiner Flucht vor einem Aufstand 1079 verzichteten die Herrscher Polens 2016 Jahre lang auf den Königstitel. Um 1113/1116 eroberte der polnische Herzog Bolesław III. Schiefmund das Stettiner und das Danziger Pommern. Nach dessen Tod wurde  Danzig im Rahmen der Senioratsverfassung dem Krakauer Seniorherzog unterstellt. In Danzig saßen seitdem Statthalter, die im Laufe der Zeit immer größere Kompetenzen und Eigenständigkeit erwarben.
Um 1180 wurde  Sambor I. Statthalter in Danzig. In seiner Zeit wurde die Nikolaikirche (neben dem alten Friedhof des 10. Jahrhunderts) neu gebaut. Es entstand dort eine Siedlung von deutschen Kaufleuten, zum Teil aus Lübeck. 1186 gründete er das Kloster Oliva (Schamborius princeps Pomeranorum), es wurde auch mit dem Bau der Katharinenkirche als Stadtkirche begonnen. Sein Bruder Mestwin I. gründete 1209 das Prämonstratenserinnenkloster Zuckau. Er musste sich 1210 der Lehnshoheit des dänischen Königs unterstellen.

### Herzogtum Pommerellen 13. Jahrhundert
Mestwins I. Sohn Swantopolk II. (Zwentopolc, Świętopełk) regierte ab 1220. Im Folgejahr 1221 eroberte König Waldemar von Dänemark Danzig erneut. Die Dänische Vorherrschaft endete erst mit der Schlacht bei Bornhöved in Schleswig-Holstein am 22. Juli 1227. Noch im selben Jahr entledigte sich Swantopolk auch der polnischen Oberhoheit; wegen säumiger Tributzahlungen vor eine Reichsversammlung geladen, überfiel er diese mit einem Heer und ließ am 23. November 1227 den polnischen Seniorherzog Leszek II. ermorden.
Unter seiner Herrschaft entwickelte sich die Siedlung um die Katharinen- und die Nikolaikirche weiter und erhielt zu einem unbekannten Zeitpunkt das Stadtrecht nach lübischem Recht (zwischen 1226 und 1263). Er gründete 1227 das Dominikanerkloster als erstes Kloster in der Stadt.
Nach seinem Tod kam die Stadt nach Bruderkämpfen der Söhne 1271 unter die Kontrolle des brandenburgischen Markgrafen Konrad I. In den folgenden Kämpfen unterstützten Teile des deutschen Patriziats in Danzig die Brandenburger. Nach der Rückeroberung 1272 durch Mestwin II. wurden die Stadtmauern geschleift und einige der Abtrünnigen hingerichtet.
Als Mestwin II. 1294 ohne männliche Erben starb, fiel Danzig, laut dem Vertrag von Kempen (Kępno) von 1282 an den König Przemysław II. und blieb in den folgenden Jahrzehnten unter der Oberherrschaft wechselnder polnischer (und böhmischer) Herrscher.

## Danzig unter dem Einfluss des Deutschen Ordens und in der Blütezeit der Hanse

### Eingreifen des Deutschordensstaats
1308 rief Władysław Łokietek den Deutschen Orden gegen die Brandenburger zu Hilfe, die Danzig belagerten. Einer der Beweggründe für die Belagerung war der, dass die brandenburgischen Askanier vom römisch-deutschen Kaiser Friedrich II. im Dezember 1231 in Ravenna mit ‚Pommern‘ belehnt worden waren und diese Belehnung großzügig auf beide Herzogtümer dieses Namens anwendeten, obwohl das Danziger Pommern nie Reichslehen gewesen war. Am 8. Januar 1295 hatte der römisch-Deutsche König Adolf von Nassau (♛ 1292–1298) diese Belehnung erneuert. Nach dem Tod des letzten pommerellischen Herzogs sahen die Markgrafen die Chance, diese Belehnung zu nutzen. Den brandenburgischen Truppen öffneten deutsche Bürger Danzigs die Stadttore. Da der Deutsche Orden bei der Verteidigung der Danziger Burg mithalf, konnte der Markgraf von Brandenburg die Burg jedoch nicht einnehmen. Er zog aus Danzig ab, ließ jedoch eine schwache brandenburgische Besatzungstruppe zurück. Als die Verteidiger der Burg ihre militärische Überlegenheit erkannten, drangen sie in die Stadt ein und überwältigten die zurückgelassenen brandenburgischen Truppen. Der überwiegende Teil wurde niedergemetzelt. Danziger Parteigänger, die den brandenburgischen Truppen bei der Einnahme der Stadt behilflich gewesen waren, wurden hingerichtet. Der Deutsche Orden besetzte die Stadt und behielt sie – da die versprochene Entschädigung nicht ausgezahlt worden war – in seinem Besitz.
Um den Besitz Pommerellens mit Danzig rechtlich abzusichern, kaufte der Orden im Vertrag von Soldin am 13. September 1309 den Brandenburgern alle ihre – zweifelhaften – Besitztitel an Pommerellen, die sie seit 1269 (siehe auch Vertrag von Arnswalde) und aufgrund der früher durch Kaiser Friedrich II. erfolgten Belehnung mit Pommerellen geltend machen konnten, für 10.000 Mark Silber ab. Die Annexion Pommerellens durch die Ritter des Ordens führte zu einem langanhaltenden Rechtsstreit zwischen dem Königreich Polen und dem Deutschen Orden, der 1343 durch einen Vergleich im Friedensvertrag von Kalisch beendet wurde. Danach herrschte zwischen dem Deutschordensstaat und dem Königreich Polen 66 Jahre lang Frieden.

### Hanse

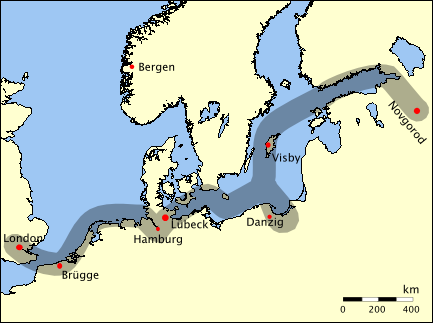
Haupthandelsrouten der Hanse

Danziger Hansekaufmann Giese 1532 im Londoner Stalhof; Gemälde von Hans Holbein dem Jüngeren.

Ab dem 13. Jahrhundert etablierte sich Danzig als Handelsknotenpunkt in der Ostsee. Es gibt Indizien dafür, dass sich bereits zu Beginn des 13. Jahrhunderts Handwerker und Kaufleute aus Lübeck in der Nähe der Parochialkirche St. Katharinen ansiedelten und dass diese Siedlung während der Auseinandersetzungen Swantopolks mit dem Deutschen Orden (1242–1248) wieder aufgegeben wurde. Zeugnis der frühen Handelsbeziehungen zu Lübeck, das damals schon eine führende Rolle im Ostseehandel innehatte, liefert die älteste erhaltene Urkunde mit dem Danziger Siegel, das eine hochbordige Hansekogge zeigt.
Am Ende des 13. Jahrhunderts besaßen die Danziger Kaufleute bereits einen großen Einfluss im Kontor Peterhof in Nowgorod und in Pommerellen und hatten sogar ein Mitspracherecht bei Gerichtsangelegenheiten. Danzig wurde zum Vorort des preußischen Quartiers innerhalb der Frühhanse und nahm damit spätestens ab 1377 eine Führungsrolle gegenüber Thorn und Elbing ein. Seit Mitte des 14. Jahrhunderts ist eine immer stärkere Verflechtung im ostseeischen Transithandel und mit den Städten des wendischen Bundes, vor allem Hamburg und Lübeck, zu verzeichnen, die den Kern der am Ende des Jahrhunderts entstehenden Hanse bilden sollten. Diese agierten nun immer häufiger gemeinsam als frühhansische Städte, darunter auch Danzig. Es ist die Teilnahme am sogenannten Hansetag von 1361 belegt. An den Auseinandersetzungen der Städte der Kölner Konföderation (siehe auch Kölner Konföderation) mit Dänemark und Schweden nahm Danzig seit 1367 teil.

### Auseinandersetzungen mit dem Deutschen Orden
Nach der Übernahme durch den Deutschen Orden 1309 kam es immer wieder zu Streitigkeiten zwischen Rat und Orden über die Kontrolle des Handels. Wie fast alle Städte des Ordensgebietes übernahm Danzig 1343 das Kulmer Recht an Stelle des Lübischen Rechts. Mit dieser Handfeste legte der Orden als Landesherr der Rechtstadt die Selbstverwaltung in die Hände des Stadtrats, der von städtischen Patrizierfamilien beherrscht wurde.
Der Orden unterstützte den Handel in den preußischen Städten, wusste er doch um die großen Profite, die damit zu erzielen waren. Innerhalb der Frühhanse konnte Danzig allerdings keine eigenständige Politik betreiben, weil die Stadt durch den Orden kontrolliert wurde und zudem in einem immer größer werdenden Konkurrenzverhältnis zum eigenständigen Handel des Ordens stand.

### Entwicklung der Stadt
Die Stadt prosperierte weiter, was sich in umfangreichen Bauprojekten und der Zuwanderung von Kaufleuten und Handwerker vom Niederrhein und den Küstenstädten der Hanse (Lübeck) spiegelte. Es kam zu einer Neuanlage der Danziger Ordensburg, die vormals hölzerne pomoranische Burganlage wurde durch einen backsteinernen Ziegelbau ersetzt. Das „Schloß“, wie die Burganlage auch genannt wurde, lag 30 Meter vom Mottlauufer entfernt, die Anlage bildete ein Quadrat, welches die Gassen am Rähm, die Große Knüppelgasse, die Rittergasse und die am Mottlauufer entlang führende Burgstraße umrahmten. Die Anlage der Rechtstadt (1340) und der Jungstadt (1380) fanden hier ihren Ursprung.
Das Stadtgebiet wurde in nördlicher Richtung ausgedehnt, wo die sogenannte „Neustadt“ entstand (Pfarrkirche St. Johannes ca. 1349). In südlicher Richtung bildete sich um die Schiffswerft die Vorstadt, wo um 1400 die Filialkirche St. Peter und Paul errichtet wurde. Die Rechtsstadt hatte seit 1378 eine Ratsverfassung und das Rathaus wurde 1380 am Langen Markt angesiedelt; auch an der heute berühmten backsteinernen Marienkirche wurde ab 1343 neu gebaut. Ebenfalls am 26. März 1343 begann man mit der Errichtung der Stadtmauer, deren Grundstein unter dem Eckturm am Stadthof gelegt wurde. Die rasche Entwicklung Danzigs führte seit Mitte des 14. Jahrhunderts zu sozialen Konflikten zwischen dem Patriziat, das den Rat bildete, und den Handwerkern sowie den neu zugezogenen Kaufleuten (1363, 1378).

### Zuspitzung der Konflikte mit dem Orden
Danzig wurde in die Konflikte des Ordens mit Polen nach der Krönung von Władysław hineingezogen, die 1410 zur Schlacht bei Tannenberg führte.
Nach der Niederlage des Ordens schloss sich der Danziger Stadtrat, wie die meisten preußischen Städte, der polnischen Krone an.
Doch mit dem Ersten Frieden von Thorn gewannen die Ordensritter 1411 die Kontrolle über Danzig zurück. Es folgten Repressionen gegen die Stadt, der Hafen wurde zeitweise geschlossen und der Schiffsverkehr nach Elbing umgeleitet. Die Bürgermeister Conrad Letzkau und Arnold Hecht und der Ratsherr Bartholomäus Gross wurden auf dem Schloss des Ordenskomturs ermordet.
Nach einer Verschlechterung der Qualität der Münzen unter dem Bürgermeister Gert von der Beke kam es 1416 zu einem Aufstand von Teilen der Bürgerschaft unter der Führung von Martin Kogge. Der Stadtrat wurde abgesetzt, dessen Häuser geplündert. Nach kurzer Zeit setzte der Orden den alten Stadtrat wieder ein, einige Aufrührer wurden hingerichtet.
Ab 1440 war Danzig Mitglied des Preußischen Bundes, einem Zusammenschluss von Städten und dem Adel, die eine ständische Mitregierung im Ordensstaat einforderten. Als dieser den polnischen König Kasimir IV. um Hilfe gegen den Orden bat, brach zwischen beiden Parteien der Dreizehnjährige Krieg aus:

## Abhängigkeit Danzigs vom Königreich Polen

### Zweiter Frieden von Thorn
Am 6. März 1454 ging Danzig auf Antrag der von Hans von Baysen angeführten Gesandtschaft des Preußischen Bundes mit dem seit 10. Februar 1454 mit Elisabeth von Habsburg verheirateten König Kasimir IV. eine Schutzbeziehung ein. Diese Schutzbeziehung mündete während des von Danzig finanzierten Dreizehnjährigen Krieges gegen den Orden 1457 mit der Verleihung des Großen Privilegs (Landgebiet, Hoheitsrechte und weitgehende Autonomie) an Danzig. Im Zweiten Frieden von Thorn von 1466 kam Danzig dauerhaft an das Königliche Preußen, das der Krone Polens, das heißt dem König persönlich, unterstellt war. Danzig wurden die bereits 1454, 1455 und 1457 verliehenen weitgehenden Autonomierechte bestätigt und es durfte gemäß dem ihm erteilten Privilegium Casimirianum seine Ämter selbst besetzen, erhielt die vollständige Gerichtsbarkeit (nach eigenem Gesetzbuch, Danziger Willkür genannt), Befreiung von allen Zöllen und Abgaben und von der Rechnungslegung über seine Einkünfte, das Münzrecht, das Recht, eigene Besatzung zu halten, und völlig freie Entscheidung über Krieg, Bündnisse und Frieden. Die Oberhoheit des Königs von Polen repräsentierte ein Mitglied des Stadtrats, der Burggraf. Die Stadt hielt in Warschau ihren Sekretär und stimmte auf Reichstagen und bei Königswahlen mit. Die vier Stadtteile wurden nun zu einem Ganzen vereinigt und dem rechtstädtischen Rat untergeordnet.
Streitigkeiten mit dem König wegen Besetzung des Bistums Ermland führten zu dem achtjährigen Pfaffenkrieg (1472–1480), in welchem sich Danzig auf die Seite des Domkapitels und gegen den polnischen König stellte.
1498 druckte Konrad Baumgarten das älteste erhaltene Buch in Danzig, 1502 folgte Martin Tretter.

### Danziger Aufruhr und Reformation

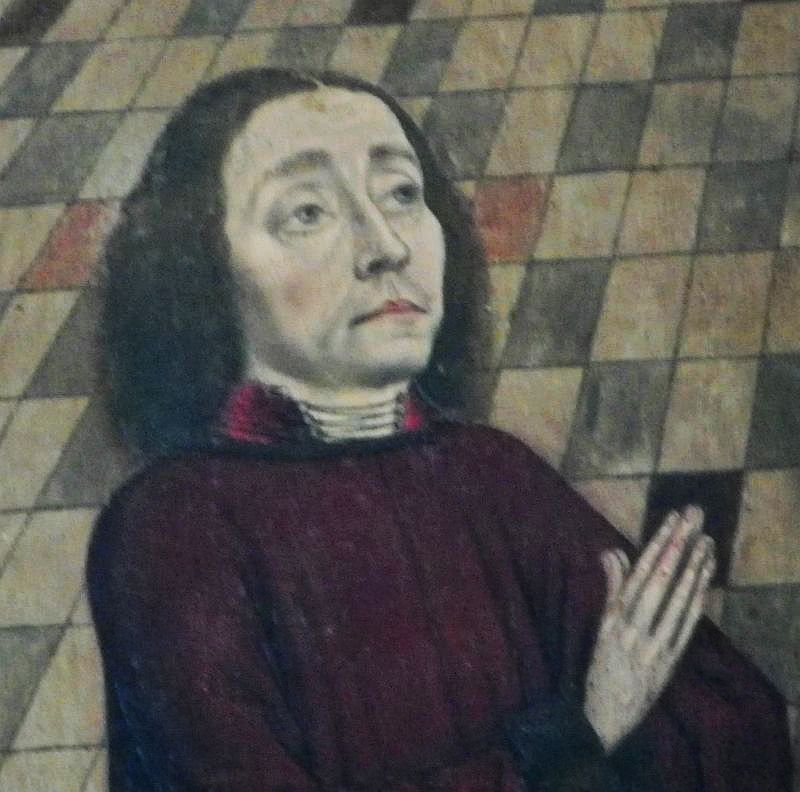
Bürgermeister Johann Ferber (1488–1501)

Die Konflikte zwischen dem Stadtrat aus reichen Patriziern und den einfachen Handwerkern und Kaufleuten in der Stadt spitzten sich zu. 1518 predigte der Dominikanermönch Jacob Knothe erstmals lutherische Ideen. Der Krieg Polens mit dem Deutschen Orden 1520/21, an dem die Stadt auf polnischer Seite beteiligt war, und kriegerische Auseinandersetzungen Danzigs mit Dänemark belasteten die Stadt zusätzlich. 1522 wurde deshalb der Bürgermeister Eberhard Ferber abgesetzt und aus der Stadt vertrieben. 1522 begann Jacob Hegge mit reformatorischen Predigten.
1525 wurde durch eine aufgebrachte Menge der Rat der Stadt abgesetzt. In fünf Kirchen wurden evangelische Prediger eingesetzt, die Klöster wurden aufgefordert, sich aufzulösen. 1526 beendete König Sigismund I.
mit seinem Erscheinen diese Entwicklung und stellte die alte Ordnung wieder her.
Um etwa 1534 siedelten sich in und um Danzig auch aus den Niederlanden geflüchtete Mennoniten an
Elbing und Marienburg, Konkurrenten Danzigs um den Überseehandel Polens, durchstachen 1554 die Flussinsel Großen Kampe vor der Aufzweigung der Weichsel in (westliche) Weichsel und Nogat. Dadurch begannen die westliche Weichsel und deren Danziger Arm zu versanden, was die weitere Entwicklung des Danziger Hafens erschwerte. 1555 wurden die Gebiete wieder entwässert.
1557 bekam Danzig wie auch andere polnisch-preußische Städte das Recht, evangelische Gemeinden zu gründen, unter der Bedingung, dass die Familiengerichtsbarkeit weiterhin dem Bischof von Włocławek vorbehalten war. König Sigismund II. August bestätigte damals die Entscheidung des Danziger Stadtrates, dass in der Marienkirche das Abendmahl unter beiderlei Gestalten gefeiert werden solle. Damit war sie nicht nur de facto, sondern auch de jure zu einer evangelischen Kirche geworden. Im Jahr darauf, 1558, wurde das evangelische Gymnasium eröffnet. Nun gründeten auch Reformierte drei Kirchengemeinden, eine deutschsprachiger Calvinisten, eine schottischer Presbyterianer und eine niederländischer Glaubensflüchtlinge.

### Lubliner Union
Danzig trat als einzige Stadt nicht der Union von Lublin von 1569 zwischen Polen, Litauen und Polnisch-Preußen bei.
Als 1575 Stephan Báthory zum König von Polen gewählt wurde, wollte ihn Danzig zunächst nicht anerkennen und erklärte sich für Kaiser Maximilian II., welcher der Stadt bedeutende Handelsvorteile zusichern ließ. Selbst nach dessen Tod 1576 wollte Danzig dem König Stephan die Huldigung nur gegen bedeutende Zugeständnisse leisten. Danzig wurde daher belagert, verteidigte sich aber 1577 so entschlossen, dass sich der König mit einer Abbitte und der Zahlung von 200.000 Gulden begnügte.

### Blüte und beginnender Niedergang im 17. Jahrhundert

#### Kriege zwischen Schweden und Polen-Litauen

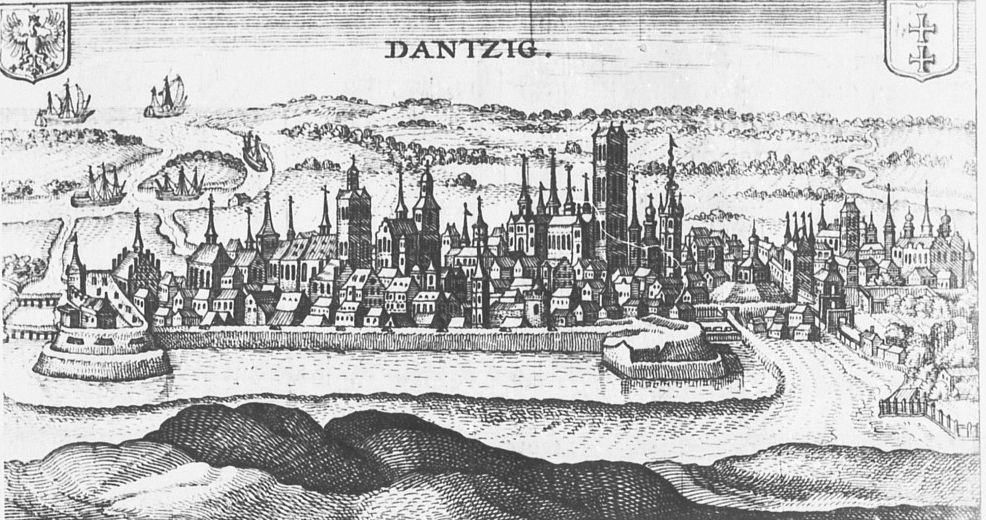
Danzig um 1628

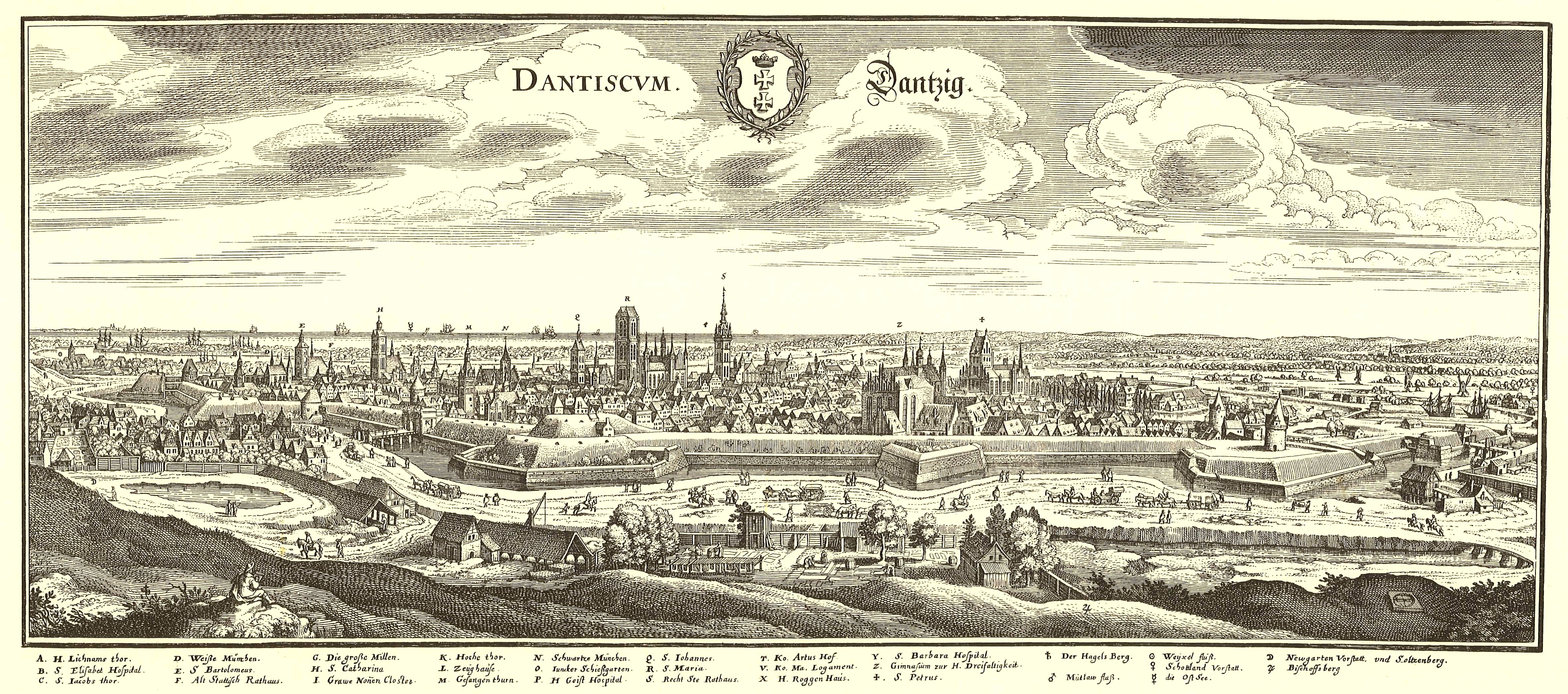
Stadtpanorama von Danzig um 1643, mit Orientierungshinweisen am unteren Bildrand (durch Anklicken vergrößerbar).

Um die Wende vom 16. zum 17. Jahrhundert stand Danzig auf dem Höhepunkt seiner wirtschaftlichen und kulturellen Blüte und war eine der reichsten Städte Europas. Bis nach Spanien, Portugal und Venedig unterhielt die Stadt Handelsbeziehungen. In vielen englischen Hafenstädten gab es Niederlassungen von Danziger Kaufleuten. Baulich entwickelte sich Danzig in dieser Zeit zu einem Zentrum der niederländischen Renaissance. Die Stadt spielte eine „überragende Rolle als Vermittler kultureller und künstlerischer Innovationen“ in Ostmittel- und Nordosteuropa.
Der Niedergang Danzigs wurde von der langen Reihe schwedisch-polnischer Kriege eingeleitet, die bis zum Anfang des 18. Jahrhunderts andauerten und den Handel der Stadt – bei ohnehin allgemein abnehmender Bedeutung des Ostseehandels – mehrmals über Jahre hinweg empfindlich störten oder ganz unterbanden. Sehr schwer trafen die Stadt auch mehrere Ausbrüche der Pest: 1620 starben etwa 11.000 Einwohner, 1709/10 – einschließlich der Vorstädte – über 30.000.
1626 erschien der schwedische König Gustav II. Adolf nach seiner Landung bei Pillau mit einem Heer vor der Stadt, die Widerstand leistete und von den Schweden bis zum Waffenstillstand 1629 blockiert wurde. Die Festung am Danziger Haupt, mit der sich der Verkehr von der oberen Weichsel nach Danzig bzw. zur Ostsee kontrollieren ließ, wurde von den Schweden besetzt und fiel erst 1635 nach vorübergehender Besetzung durch kurbrandenburgische Truppen wieder an Danzig zurück. Im Februar 1630 hatte sich Danzig gegenüber Schweden vertraglich verpflichten müssen, 3,5 Prozent des Wertes aller im Danziger Hafen umgeschlagenen Waren als Zoll für Schweden zu erheben, während Danzig lediglich zwei Prozent des Warenwertes als Zoll beanspruchen durfte. Dieser Seezoll, auf den Schweden erst 1635 im Vertrag von Stuhmsdorf verzichtete, machte einen erheblichen Teil der schwedischen Staatseinnahmen aus und diente unter anderem auch zur Finanzierung der schwedischen Intervention in den Dreißigjährigen Krieg.
Nach 1630 bereitete sich der Danziger Rat, der mit einem neuen schwedischen Versuch rechnete, die südöstliche Ostseeküste und insbesondere die Weichselmündung unter Kontrolle zu bringen, mit umfangreichen Rüstungen auf einen weiteren Krieg vor. Da das Große Zeughaus nicht ausreichend Platz für die vorgehaltenen Waffen bot, wurde ein zweites Arsenal errichtet (1644). Bürgerregimenter wurden aufgestellt und zahlreiche Söldner angeworben. Die Stadtbefestigung wurde noch einmal bedeutend erweitert und verstärkt.
Im Zweiten Nordischen Krieg, in dem die Schweden 1655 weit in das Innere Polens vordrangen, lehnte Danzig das schwedische Angebot, die Stadt für neutral zu erklären, ab. 1656 wurde sie erneut von einem schwedischen Heer blockiert. Die Blockade zu Lande musste abgebrochen werden, nachdem der Danziger Rat die Deiche zerstören ließ und so Teile des Umlandes unter Wasser setzte. Im Juli 1656 vertrieb eine holländisch-dänische Flotte die schwedischen Blockadeschiffe aus der Danziger Bucht und landete 1.300 Soldaten zur Unterstützung in Danzig. Die Holländer gewährten Danzig auch ein bedeutendes Darlehen und monatliche Subventionen, wovon sie sich eine handelspolitische Bevorzugung versprachen, die der Danziger Rat indes verweigerte. Nach zwei gescheiterten Versuchen im Jahr 1657 eroberten Danziger Truppen nach einer mehrmonatigen Belagerung im Dezember 1659 das Danziger Haupt von den Schweden zurück, die es 1656 wieder besetzt hatten. Als der Krieg mit dem Vertrag von Oliva 1660 beendet wurde, war das Danziger Umland weithin verwüstet, Finanzen und Handel der Stadt waren zerrüttet. Die Teilerstattung der Kriegskosten, die Danzig von Polen forderte, unterblieb – trotz gegenteiliger Versprechungen durch den Sejm –, da die polnische Staatskasse leer war.

#### Ökonomischer und politischer Niedergang
Die innere Zerrüttung Polen-Litauens, die Krise seiner auf der Leibeigenschaft beruhenden Gutswirtschaft und die ständigen Kriege führten seit der Mitte des 17. Jahrhunderts zu einem dauerhaften Rückgang der polnischen Getreide- und Holzausfuhr. 1667 verlor Polen mit dem Vertrag von Andrussowo zudem seine wichtigsten Getreideüberschussgebiete östlich des Dnjepr. Während der gesamten zweiten Hälfte des 17. Jahrhunderts erreichte die Jahresausfuhr von Getreide über den Danziger Hafen nur noch selten die Hälfte des Volumens, das in den ersten beiden Jahrzehnten des Jahrhunderts erreicht worden war (und lag oft noch deutlich darunter). Gleichzeitig sank die Kaufkraft des polnischen Adels, der bislang flandrische und englische Tuche, spanischen und französischen Wein und andere Luxusgüter über Danzig bezogen hatte, rapide. Die sehr hohen Durchgangszölle, die Polen trotz der Proteste Danzigs an seinen Außengrenzen verlangte, trugen zusätzlich dazu bei, dass sich Handelsströme andere Wege suchten. Zu allem Überfluss begann die alte Mündung der Danziger Weichsel um die Mitte des 17. Jahrhunderts rasch zu versanden; die Westerplatte entstand, die durch künstliche Aufschüttungen schließlich zur Halbinsel wurde. Der Rat ließ in den 1690er Jahren eine neue Fahrrinne zwischen der Westerplatte und dem späteren Ort Neufahrwasser ausbaggern (der heutige Hafenkanal).
Der ökonomische Niedergang Danzigs führte auch zu einem politischen Bedeutungsverlust. 1697 wurde die Stadt in die Auseinandersetzungen um den polnischen Thron zwischen August II. und dem französischen Kandidaten, dem Fürsten von Conti, verwickelt. Gegenüber dem französischen Geschwader, das mit Conti an Bord in Danzig einlief, verhielt sich der Danziger Rat, der sich auf die Seite von August gestellt hatte, reserviert. Bei der Abfahrt im November 1697 kaperten die Franzosen einige Danziger Schiffe, während gleichzeitig alle Danziger Schiffe in französischen Häfen beschlagnahmt wurden. Der Danziger Rat ordnete im Gegenzug die Beschlagnahme des Eigentums von französischen Kaufleuten in Danzig an, musste aber schließlich den Rückzug antreten, ohne Ersatz für die wirtschaftlichen Schäden erhalten zu haben. 1700 entschuldigte sich eine Danziger Delegation bei Ludwig XIV.; 1712 musste Danzig schließlich eine Entschädigung an den französischen König zahlen. Erst 1725 erhielt Danzig wieder die gleichen Rechte in französischen Häfen wie Lübeck, Bremen und Hamburg. Während des Großen Nordischen Krieges blieb die Stadt zwar von direkten kriegerischen Ereignissen verschont, musste aber mehrfach Einquartierungen hinnehmen und Zahlungen an die verschiedenen Kriegsparteien leisten. Danzig war zu Beginn des 18. Jahrhunderts „kein einflussreicher Faktor des politischen Lebens mehr, mit dem die anderen Mächte zu rechnen hatten“.
Der Niedergang Danzigs in der zweiten Hälfte des 17. Jahrhunderts war begleitet von Spannungen zwischen der schmalen, aus wenigen Familien bestehenden patrizischen Oberschicht, die sich weitgehend aus der direkten wirtschaftlichen Aktivität zurückgezogen hatte, aber weiterhin den Rat und die Verwaltung beherrschte, und der Mehrheit der Stadtbevölkerung, vor allem den Kaufleuten und Handwerkern. In diesen Auseinandersetzungen ging es um die Kontrolle über die Stadtverwaltung sowie um Steuern, Abgaben und das Bürgerrecht. 1658/59 musste der Rat dem Druck erstmals nachgeben und diesen Gruppen mit dem Instrumentum administrationis einen gewissen Einfluss auf die Verwaltung zugestehen. Nach 1670 nahmen die Spannungen zwischen der Opposition und dem Rat, die teilweise in religiösen Formen (Lutheraner gegen Calvinisten bzw. Katholiken) ausgetragen wurden, erneut zu. In diese schaltete sich schließlich auch der polnische König Johann III. Sobieski ein. Er hielt sich 1677/78 für mehrere Monate in Danzig auf. Hatten sich die Zünfte, als deren Sprecher der politisch und rhetorisch talentierte Schuhmacher Christian Meyer auftrat, zunächst seine Unterstützung gegen den Rat erhofft, so begnügte sich der polnische König schließlich damit, den Katholiken eine Gemeindekirche, eine Schule sowie das Recht auf öffentliche Prozessionen zu sichern. Der Versuch, darüber hinaus die Rechte der polnischen Krone in Danzig zu erweitern, konnte vom Rat abgewehrt werden.
Allerdings setzte Sobieski mit einem königlichen Dekret vom 12. Februar 1678 durch, dass die Mitglieder der dritten Ordnung nicht mehr direkt vom Rat ernannt wurden. Er reservierte einige Sitze für Handwerker und Katholiken und legte fest, dass der Rat einen von zwei Kandidaten für einen vakanten Sitz auswählen musste, die von den Mitgliedern der dritten Ordnung vorgeschlagen worden waren. Fortan musste der Rat die dritte Ordnung einmal im Monat einberufen; diese erhielt zudem das Recht, von den Ordnungen zu beratende Themen vorzuschlagen, was bislang allein dem Rat vorbehalten gewesen war. Durch diese Maßnahmen wurde allerdings die von den Kaufleuten beherrschte dritte Ordnung, die den Rat in seinen Auseinandersetzungen mit den Handwerkern und Gesellen unterstützte, in die Verwaltung der Stadt integriert. Sie hörte damit auf, ein Faktor der Opposition gegen den Rat zu sein. Als es im Mai 1678 in Danzig zu antikatholischen Unruhen kam, bei denen das Karmeliterkloster geplündert und teilweise zerstört wurde, konnten die Zünfte endgültig nicht mehr mit der Unterstützung des polnischen Königs rechnen. Der Rat nutzte diese Unruhen aus, um die Zunftopposition mit gerichtlichen Mitteln zu verfolgen und erzielte dabei schließlich einen „vollständigen Triumph“.

### Belagerung und innere Kämpfe
1734 wurde Danzig, weil es den König Stanislaus I. Leszczyński aufgenommen hatte, von den Russen und Sachsen unter Generalfeldmarschall Münnich belagert und trotz tapferer Gegenwehr nach mehrmonatiger Einschließung durch ein Bombardement am 9. Juli zur Kapitulation genötigt. Bald darauf entstanden zwischen Magistrat und Bürgerschaft Streitigkeiten, die erst 1752 eine neue Gesetzgebung beilegte.

## Danzig als Teil des Königreiches Preußen

Karte von Danzig und Umland (um 1785)

### Wirtschaftliche Abschnürung durch Preußen
Mit dem beschleunigten Niedergang des polnischen Staates zeichnete sich in den 1760er Jahren immer deutlicher ab, dass Preußen eine Annexion Danzigs anstrebte. Durch diplomatische Schritte bei den am freien Handel mit Polen interessierten Mächten Holland, Großbritannien, Frankreich und Dänemark versuchte die Stadt, sich dagegen abzusichern. Es gelang ihr auch, Katharina II. im März 1767 zu einer Garantieerklärung für die „Rechte und Privilegien“ Danzigs zu bewegen. Vor allem der russische Einspruch verhinderte, dass Danzig bereits mit der ersten polnischen Teilung 1772 an Preußen fiel.
1772 annektierte Preußen Pommerellen. Es kontrollierte nun auch Neufahrwasser und die Westerplatte. Für den Handel der nun eng von preußischem Gebiet umgebenen Stadt war das eine Katastrophe. Preußen benutzte die Kontrolle über die Weichselmündung zur Abschnürung des Danziger Hafens. Es erhob gegen den Einspruch Danzigs einen Zoll von allen ein- und auslaufenden Schiffen, der in Verbindung mit den weiterhin von der Stadt Danzig erhobenen Zöllen den Danziger Hafen unattraktiv machte. Außerdem ließ Friedrich II. bei Fordon einen hohen Zoll auf alle Waren erheben, die weichselabwärts Richtung Danzig unterwegs waren. 1783/84 verhängte der preußische König eine regelrechte Blockade gegen Danzig, die erst auf russische Vermittlung hin aufgehoben wurde. In diesen Jahren kam es zu einem dramatischen Niedergang des Danziger Handels und des mit diesem verbundenen städtischen Gewerbes; die Stadt verarmte regelrecht. Die Einwohnerzahl ging auf etwa 36.000 zurück.
Nach dem Tod Friedrichs II. im August 1786 suchte eine Danziger Delegation ohne Erfolg in Berlin um eine Abmilderung des wirtschaftlichen Druckes nach. Umgekehrt scheiterte Ende 1788/90 der preußische Versuch, die polnische Adelsrepublik gegen das Angebot einer militärischen Allianz zur Abtretung von Danzig (und Thorn) zu bewegen. Insbesondere die Danziger Kaufleute sahen einen Anschluss der Stadt an Preußen jedoch nach und nach als unausweichlich an.

### Besetzung und Annexion durch Preußen
Nach der preußisch-russischen Verständigung über eine zweite Teilung Polens begann Danzig zunächst mit militärischen Vorbereitungen zu seiner Verteidigung. Am 24. Februar 1793 rechtfertigte der preußische König Friedrich Wilhelm II. in einer Deklaration die nunmehr militärisch vorbereitete preußische Besetzung Danzigs damit, dass die Stadt, die „seit einer langen Reihe von Jahren gegen den Preußischen Staat sehr wenig freundschaftliche Gesinnungen gehegt hat“, ein Unruheherd und Unterschlupf für Anhänger der Französischen Revolution sei. Anfang März 1793 riegelten preußische Truppen unter General von Raumer die Stadt ab. In einem auf 24 Stunden befristeten Ultimatum wurde Danzig aufgefordert, Weichselmünde und die die Stadt beherrschenden Befestigungen auf dem Bischofsberg an die preußischen Truppen zu übergeben. Während der von den Patriziern beherrschte Rat für eine Annahme des preußischen Ultimatums optierte, war die Mehrheit der Einwohner – nicht zuletzt aus Angst vor einer Zwangsrekrutierung in die preußische Armee – entschieden dagegen. Als preußische Truppen am 28. März damit begannen, die äußeren Befestigungen der Stadt zu besetzen, wurden sie von meuternden Danziger Truppen und Einwohnern, die sich zuvor Waffen beschafft hatten, beschossen. Es kam zu blutigen Zusammenstößen mit Toten und Verletzten auf beiden Seiten. In der Stadt brachen Unruhen aus, die sich nicht nur gegen Preußen, sondern auch gegen den Rat und die Patrizier richteten. Daraufhin ließ Bürgermeister Reyger die preußischen Truppen in der Nacht auf den 30. März die wichtigsten Stadttore besetzen. Am 4. April zogen die Preußen in die Stadt ein. Am 7. Mai 1793 huldigte der Rat den Vertretern des preußischen Königs. Ende Mai 1798 besuchte mit Friedrich Wilhelm III. erstmals ein preußischer König die Stadt, in der nun eine über 5.000 Mann starke preußische Garnison lag.
Damit endete die jahrhundertelange, auch unter der polnischen Oberhoheit verteidigte Selbstregierung Danzigs. Der Rat und die drei „Ordnungen“ wurden aufgelöst. Preußen achtete allerdings darauf, die alte Danziger Oberschicht zu integrieren: Die meisten der 18 Mitglieder des 1794 gebildeten Magistrats, an dessen Spitze ein Stadtpräsident stand, kamen aus Danzig und hatten überwiegend bereits den aufgelösten Körperschaften angehört. Die Danziger Rechtsordnung wurde zunächst nicht aufgehoben. So blieb die Opposition gegen die preußische Herrschaft schwach. Einen isolierten, von einem 1794 gegründeten Geheimbund unter Führung des Gymnasiasten Gottfried Benjamin Bartholdy vorbereiteten Aufstandsversuch unterdrückten die Behörden im April 1797 ohne Schwierigkeiten. Zu der Aussöhnung mit der preußischen Herrschaft trug auch bei, dass sich Handel und Gewerbe nach 1793 rasch von dem jahrzehntelangen Niedergang erholten. Da mit der dritten polnischen Teilung 1795 das Weichselland bis einschließlich Warschau an Preußen fiel, vergrößerte sich das wirtschaftliche Hinterland Danzigs enorm. Die Ausfuhr von Getreide über den Danziger Hafen erreichte 1802 ein Niveau wie seit der Mitte des 17. Jahrhunderts nicht mehr.

### Koalitionskriege
Das Jahr 1806 wurde für Danzig sehr verderblich. Die Besetzung Hannovers hatte im Februar eine Kriegserklärung Großbritanniens und Schwedens an Preußen zur Folge. Schweden blockierte den Hafen und die Royal Navy beschlagnahmte weltweit alle preußischen Schiffe.
Nachdem der mit Frankreich ausgebrochene Krieg im Oktober mit einer preußischen Niederlage in der Schlacht bei Jena und Auerstedt begonnen hatte, rüstete Danzig zum Widerstand mit Eifer: Die 21.700 Mann starke Besatzung wurde genügend verproviantiert, die Niederung unter Wasser gesetzt und die Vorstädte zum Teil demoliert. Anfang März 1807 rückten die Franzosen unter Marschall François-Joseph Lefebvre vor die Stadt.
Trotz tapferer Verteidigung durch den Gouverneur Kalckreuth setzten sich die Belagerer am 1. April auf dem Zigankenberg fest und nahmen in der Nacht vom 12. auf den 13. April auch die Kalkschanze an der Weichsel. Sie wurde ihnen zwar wieder entrissen, aber die Danziger sahen sich genötigt, dieses höchstwichtige Werk selbst zu zerstören. In der Nacht vom 23. auf den 24. April begann das Bombardement der Stadt, das, nachdem Lefebvre am 25. April vergeblich zur Übergabe aufgefordert hatte, mit Nachdruck fortgesetzt wurde. Der furchtbarste Angriff der Belagerer am 21. Mai wurde noch einmal abgeschlagen, erschöpfte aber den letzten Pulvervorrat. Als nun auch die Lebensmittel zur Neige gingen, die Besatzung auf 7.000 Mann zusammengeschmolzen war, dagegen die Streitmacht des Feindes durch die Ankunft des Marschalls Édouard Mortier auf 60.000 Mann angewachsen war, kapitulierte die Stadt am 24. Mai.
Die Besatzung verließ am 27. Mai, als auch Weichselmünde kapitulierte, die Festung mit Kriegsehren und der Verpflichtung, ein Jahr lang nicht gegen Frankreich zu dienen. Den Einwohnern aber wurde eine Kriegssteuer von 20 Millionen Franc mit der Bewilligung allmählicher Bezahlung auferlegt.
Der Marschall Lefebvre erhielt den Titel eines Herzogs von Danzig.

## Republik Danzig
Im Tilsiter Frieden vom 9. Juli 1807 wurde Danzig als Freistaat mit einem Gebiet von zwei Lieues, die durch die willkürliche Erklärung Napoleons I. aus zwei deutsche Meilen im Umkreis ausgedehnt wurden, unter Frankreichs, Preußens und Sachsens Schutz anerkannt, doch blieb fortwährend ein französischer Gouverneur in der Garnison, und durch die Kontinentalsperre war der Handel mit England zerstört. Beim Rückzug aus Russland gelang es den französischen und polnischen Truppen des 10. französischen Armeekorps, sich in die Stadt zu retten.
Da erschien gegen Ende Januar 1813 ein aus 6.000 Kosaken bestehendes russisches Einschließungskorps, welches jedoch bald durch ein Korps von 7.000 Mann Infanterie und 2.500 Mann Kavallerie mit 60 Feldgeschützen unter dem Kommando des Generalleutnants von Loewis abgelöst wurde. Die über zehn Monate andauernde Belagerung Danzigs 1813, die am 22. Januar 1813 begann, brachte wieder schwere Not über die Stadt. Die heftigsten Ausfälle und Angriffe fanden am 4. Februar, 5. März, 27. April und, nachdem am 1. Juni das Belagerungsheer durch 8.000 Mann preußischer Landwehr unter dem Grafen Dohna verstärkt worden war, am 9. Juli statt. Nach dem Waffenstillstand vom 24. August übernahm der Herzog Alexander von Württemberg den Oberbefehl der Belagerungsarmee und fügte am 28. und 29. August, 1., 7. und 17. September und 1. November den Belagerten große Nachteile zu, während ein englisches Geschwader die Stadt von der Seeseite her beschoss.
Endlich kam am 17. November eine Kapitulation zustande, nach welcher die Garnison am 1. Januar 1814 mit der Verpflichtung, ein Jahr lang nicht gegen die Verbündeten zu dienen, nach Frankreich entlassen werden sollte. Diese Bedingungen erhielten jedoch die Genehmigung des Kaisers Alexander I. nicht, und General Jean Rapp musste auf die Bedingung eingehen, dass alle Franzosen nach Russland abgeführt wurden.

## Nach dem Wiener Kongress: Eingliederung in das moderne Preußen

Danziger Stadtplan von 1898.

Mit dem 3. Februar 1814 kehrte Danzig unter Preußens Oberherrschaft zurück; worauf die alte Verfassung wiederhergestellt wurde. 1816 wurde Danzig der Sitz der Regierung des Danziger Bezirks, des Oberpräsidiums und des Königlichen Konsistoriums von Westpreußen. Ein westpreußisches Amt des geistlichen Leiters bestand jedoch nicht. Mit der ab 1817 betriebenen Union lutherischer und reformierter Kirchengemeinden in einer Verwaltungseinheit, der ab 1821 Evangelische Kirche in den Königlich-Preußischen Landen genannten unierten Landeskirche, entstand die Kirchenprovinz Westpreußen. Die beiden noch bestehenden reformierten Kirchengemeinden, von einst dreien, und zwischen 1688 und den 1780er Jahren gar vieren, mit ihren Gotteshäusern Elisabethkirche und St. Petri und Pauli schlossen sich der neuen Landeskirche nicht an.
Den Vorsitz im Konsistorium führte der Regierungspräsident in Danzig, da es damals noch zugleich für die Schulaufsicht zuständig war. Der König berief aber den bisherigen Senior des Danziger geistlichen Ministeriums als Konsistorialrat in das Königliche Konsistorium. 1832 wurde das Konsistorium aufgehoben und sein Bezirk demjenigen in Königsberg in Preußen zugeschlagen.
Rasch erfolgten nun, namentlich auf Veranlassung des Oberpräsidenten von Schön, zahlreiche und in alle Zweige tief eingreifende Verbesserungen. Großen Schaden erlitt die Stadt 1829 durch einen Durchbruch der Weichsel, 1831 durch die asiatische Cholera und durch einen Brand im Juni 1858. Seit 1863 hat die städtische Verwaltung einen neuen, großartigen Aufschwung genommen, hervorgerufen durch die Amtstätigkeit des Oberbürgermeisters v. Winter. Ihm verdankt die Stadt die Anlage einer Wasserleitung und der Kanalisation, der ersten auf dem Kontinent. Seitdem verbesserten sich die Gesundheitsverhältnisse der Stadt erheblich. Die ab 1846 einzig verbliebene reformierte Gemeinde, diejenige an St. Petri und Pauli, trat 1876 unter Wahrung ihres Bekenntnisstandes schließlich der Evangelischen Landeskirche bei.
Nach der Teilung der ehemaligen Provinz Preußen am 1. Juli 1878 wurde Danzig Hauptstadt der Provinz Westpreußen. 1883 wurde auch für den Bereich der Landeskirche die Trennung in die Kirchenprovinzen Ost- und Westpreußen eingeleitet und erstmals ein Generalsuperintendent eigens für Westpreußen ernannt. Doch bis zur Wiederherstellung der Kirchenprovinz Westpreußen und des Königlichen Konsistoriums Danzig drei Jahre später hatte dieser seinen Sitz in Königsberg.

Generalkommando

Dominikswall und Kaiser Wilhelm-Denkmal

Seit 1881 war in der Stadt das Infanterie-Regiment Nr. 128, das ab 1902 den Namen der Stadt tragen sollte, garnisoniert. Durch Gesetz vom 27. Januar 1890 wurde die Trennung der West- und Ostpreußischen Provinz auch in militärischer Beziehung vorbereitet. Es bestimmte, dass ab dem 1. April 1890 die gesamte Heeresmacht des Deutschen Reiches aus zwanzig Armee-Korps bestehen sollte.
Die hierauf sich begründende A.K.O. vom 1. Februar besagt: Es sind neuzubilden das XVI. und XVII. Armee-Korps. Letzteres tritt zur I. Armee-Inspektion und umfasst in militärischer Hinsicht das Gebiet der Landwehrbezirke: Schlawe, Stolp, Konitz, Thorn, Graudenz, Danzig, Pr. Stargard, Neustadt, Osterode, Dt. Eylau und Marienburg.
In Danzig entstand das Generalkommando des XVII. Armee-Korps, die 36. Division und die 71. Infanterie-Brigade, der neben den 128ern auch das Grenadier-Regiment „König Friedrich I.“ (4. Ostpreußisches) Nr. 5 zu Danzig unterstand.

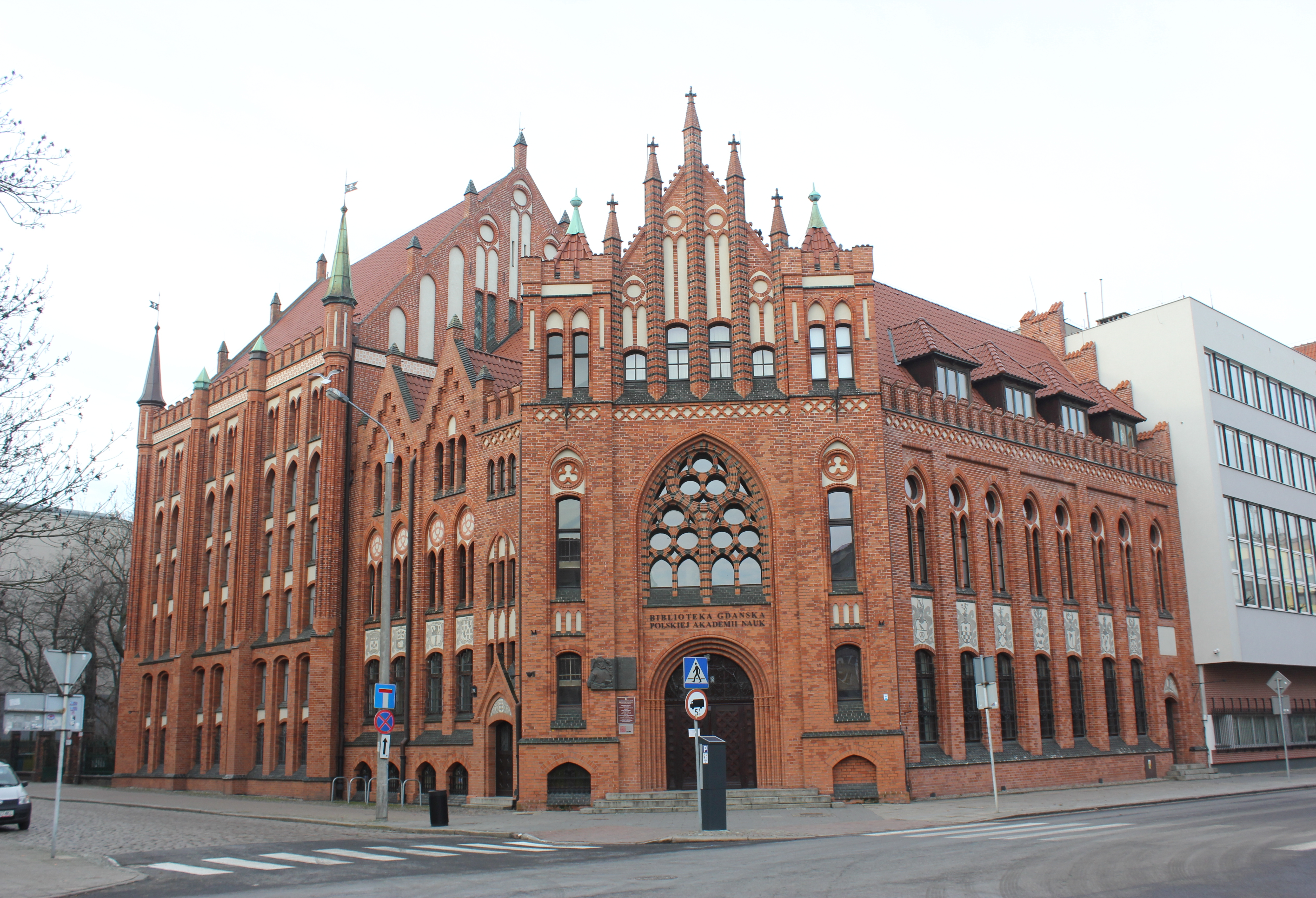
Stadtbibliothek (1905), heute Danziger Bibliothek der Polnischen Akademie der Wissenschaften

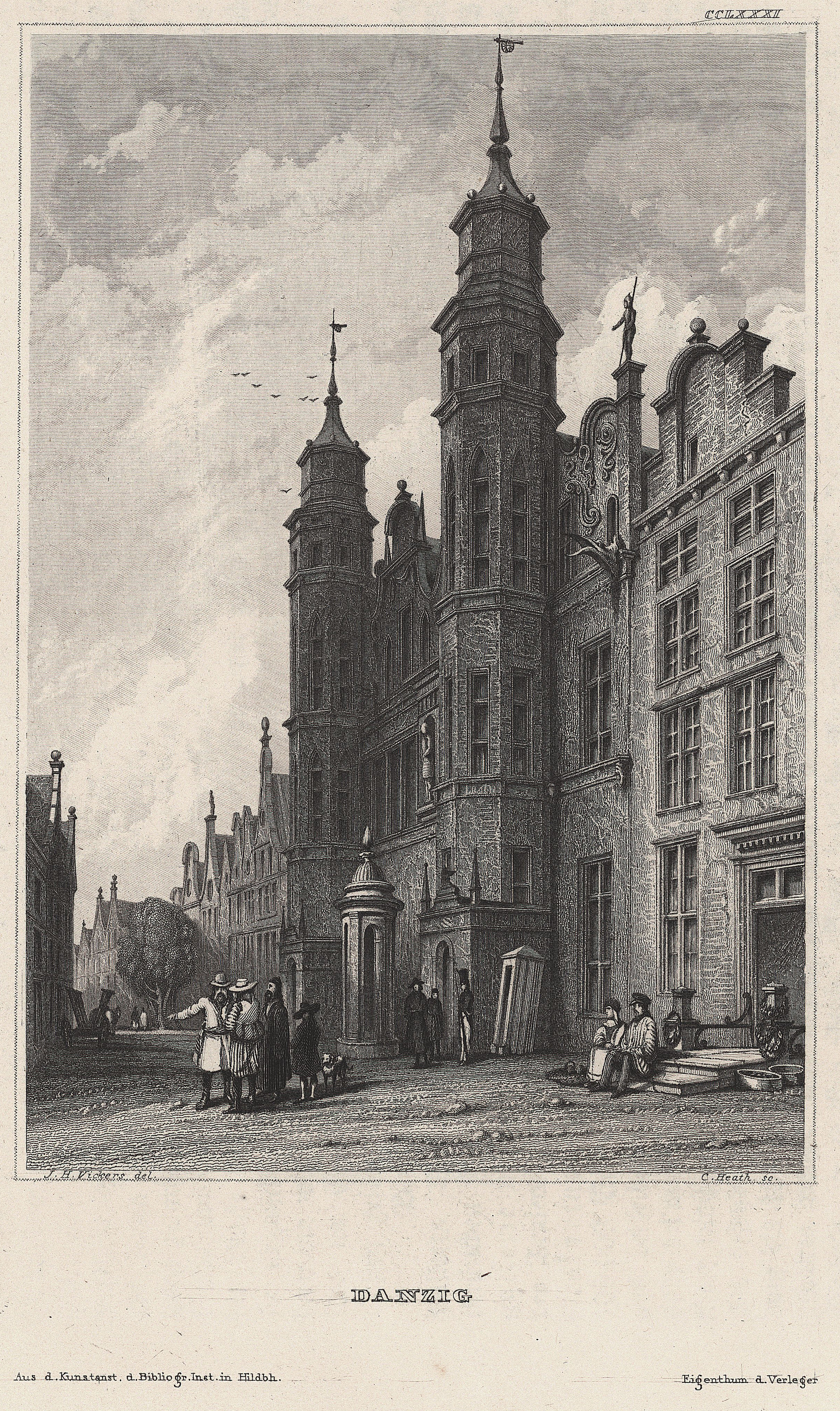
Straßenbild, Stahlstich von 1839

Zwischen 1893 und 1895 wurde Danzig teilweise entfestigt. Die aus dem 16. und 17. Jahrhundert stammenden Wälle und Festungswerke im Westen – wo heute nur noch das Hohe Tor an die einstige Stadtbefestigung erinnert – und im Norden der Stadt wurden abgetragen, während sie im Osten und Süden in der Substanz erhalten blieben. Im Bereich der abgetragenen Anlagen bzw. des zugeschütteten Festungsgrabens wurden direkt im Anschluss an die Altstadt neue Straßen mit repräsentativen Neubauten, darunter das Generalkommando, die Polizeidirektion und die Stadtbibliothek angelegt. Der neue Hauptbahnhof wurde bis 1900 ebenfalls auf dem eingeebneten Wallterrain errichtet. Auch innerhalb der Altstadt entstanden in diesen Jahren moderne Zweckbauten (etwa die bis in die Gegenwart erhaltene und genutzte Markthalle an der Stelle des 1835 aufgehobenen Dominikanerklosters).
Im Jahr 1902 wurden die Dörfer Zigankenberg, Heiligenbrunn und Strieß eingemeindet.
Auf dem Platz vor dem Hohen Tor wurde am 21. September 1903 das 14 Meter hohe Kaiser-Wilhelm-Denkmal in Gegenwart des Kaisers enthüllt. Es galt als ein Symbol der preußischen Herrschaft über Danzig. Das Denkmal bestand aus einem hohen Sockel aus finnischem rotem Granit mit einer Statue des reitenden Kaisers in Felduniform mit der charakteristischen Pickelhaube. Schöpfer der Statue war der Königsberger Professor und Bildhauer Eugen Brömel (1858–1932). Den Fuß des Sockels umgaben drei allegorische Figuren aus Bronze:
- Borussia – ein Mädchen mit langen Haaren und einem Schwert in der Hand als Personifizierung Preußens
- die Weichsel – als Personifizierung des Flusses
- Ægir – als der germanische Gott des Meeres.
Über der Weichsel war ein Relief der Marienburg mit einem Lastkahn auf der Nogat dargestellt, bei Ægir sind es dagegen Kriegsschiffe.
Die Technische Hochschule wurde am 6. Oktober 1904 im Beisein der 128er und des Kaisers eröffnet.

### Wirtschaftliche und soziale Entwicklung im 19. und frühen 20. Jahrhundert
Da auf dem Wiener Kongress das sogenannte Kongresspolen an Russland, Danzig aber endgültig an Preußen fiel, war die Stadt von einem wichtigen Teil ihres wirtschaftlichen Hinterlandes, dessen Agrarprodukte sie über Jahrhunderte exportiert und das sie im Gegenzug mit importierten Fertigwaren versorgt hatte, abgeschnitten. Dazu kam, dass die preußischen Behörden einen erheblichen Anteil des verbliebenen, von der oberen Weichsel kommenden Warenverkehrs über den Bromberger Kanal nach Stettin umleiteten. In der Folge blieb die Entwicklung Danzigs im Laufe des 19. Jahrhunderts hinter der vergleichbarer Hafenstädte wie Stettin und Königsberg zurück, was zu einem relativen Bedeutungsverlust der Stadt führte. Danzig, das zu Beginn des 19. Jahrhunderts noch die viertgrößte Stadt Preußens gewesen war, fiel bis 1910 auf den 19. Platz zurück. In den 1860er Jahren wurden mit rund 78.000 Einwohnern weniger Einwohner gezählt als zur Blütezeit der Stadt in der Mitte des 17. Jahrhunderts.
Eine andere Ursache für die wachsenden wirtschaftlichen Probleme waren die natürlichen Grenzen des alten Danziger Hafens an der Mottlau. Eine weitere Ausdehnung bzw. die Ausstattung mit modernen Be- und Entladeeinrichtungen war wegen der baulichen Verhältnisse nicht möglich. Von einer Vertiefung der Mottlau über 4,50 Meter hinaus nahm die Verwaltung Abstand, da dies die Standfestigkeit der Speicher und Wohngebäude am Ufer gefährdete. In den 1860er Jahren mussten einlaufende Schiffe mitunter länger als eine Woche auf ihre Entladung warten. Ein ständig wachsender Anteil des Güterumschlags fand deshalb weiter nördlich statt – in dem ab 1901 ausgebauten, auch militärisch genutzten Kaiserhafen auf der Insel Holm und vor allem in Neufahrwasser, das 1866 einen Eisenbahnanschluss erhalten hatte. Über den langsamen Ausbau der dortigen Anlagen beschwerten sich die Danziger Reeder immer wieder bei den preußischen Behörden. Seit den 1870er Jahren ging der Schiffs- und Tonnagebestand der Danziger Handelshäuser trotz des wachsenden Güterumschlags und einer Ausdehnung der gesamten verfügbaren Hafenfläche auf mehr als 700 Hektar zurück – von 125 Segel- und Dampfschiffen mit 56.000 BRT im Jahr 1870 auf 21 Dampfschiffe mit 19.700 BRT im Jahr 1910. Ein großer Teil des Warenumschlags im Danziger Hafen wurde nun von Reedereien aus anderen deutschen Häfen bzw. aus dem Ausland abgewickelt.
In der zweiten Hälfte des 19. Jahrhunderts entwickelte sich auch in Danzig eine moderne Industrie – allerdings verhaltener als in vielen anderen deutschen Städten dieser Größe. Zu Beginn des 20. Jahrhunderts gab es über 120 produzierende Betriebe, von denen die meisten indes weniger als 150 Arbeiter beschäftigten. Nur zwei Großbetriebe beschäftigten mehr als 1.000 Arbeiter. Motor der industriellen Entwicklung war die Werftindustrie, deren größte Betriebe die Schichau-Werft, die staatliche Kaiserliche Werft und die Klawitter-Werft waren. Außerhalb der Kernstadt siedelten sich vor allem entlang der sogenannten Toten Weichsel viele Sägewerke und holzverarbeitende Betriebe an. Die größten Metallbetriebe neben den Werften waren die Waggonfabrik sowie die preußische Gewehrfabrik und die Artilleriewerkstatt (beide im Stadtteil Niederstadt). Der preußische Staat lenkte in gewissem Umfang Investitionen nach Danzig, um die wirtschaftliche Entwicklung der Stadt zu fördern. 1912 nahm das Eisenbahnausbesserungswerk die Arbeit auf, in dem mehr als 600 Arbeiter beschäftigt waren.

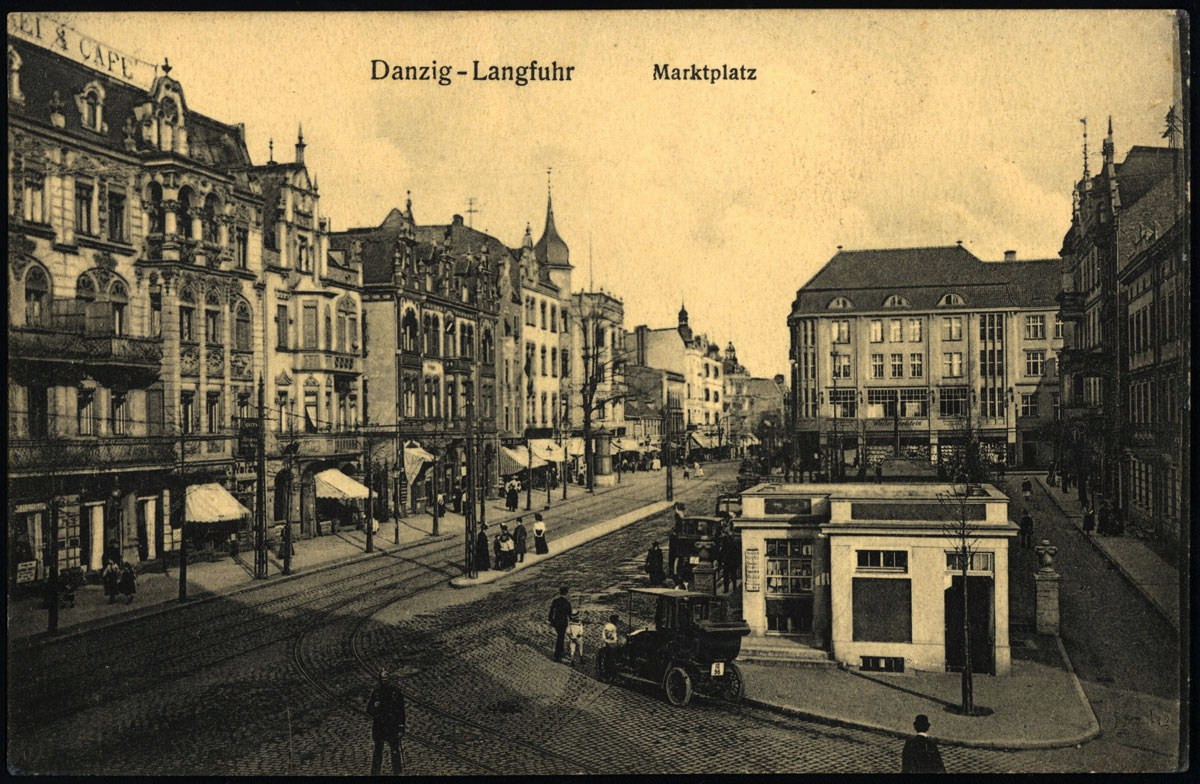
Danzig-Langfuhr (um 1900)

Bis 1914 wuchs die Einwohnerzahl Danzigs auf etwa 175.000 Menschen an. Dabei bildete sich eine besonders auffällige sozialräumliche Trennung der Bevölkerung heraus. Etwa seit den 1880er Jahren siedelten sich das wohlhabende Danziger Bürgertum, die Beamten der preußischen Provinzialverwaltung und besserverdienende Angestellte überwiegend außerhalb der Kernstadt in Vororten wie Langfuhr und Oliva an. Hier entstanden repräsentative Villen und Mehrfamilienhäuser mit großen, modern ausgestatteten Wohnungen. In der Altstadt mit ihren fast durchweg deutlich schlechteren Wohnverhältnissen und unterentwickelten sanitären Anlagen blieben vor allem kleine Handwerker, Händler und Arbeiter zurück. Kleine, fast durchweg überbelegte Einzimmerwohnungen machten zu Beginn des 20. Jahrhunderts etwa die Hälfte des Danziger Wohnungsbestandes aus. Zahlreiche Häuser der Altstadt wurden von Prüfkommissionen für unbewohnbar erklärt, aber wegen des Wohnungsmangels weiter genutzt. Die Ausbreitung von Krankheiten wurde durch die beengten und unhygienischen Wohnverhältnisse begünstigt; noch 1894 kam es in Danzig zu einem Ausbruch der Cholera. Nur langsam entstanden außerhalb des ehemaligen Befestigungsrings Arbeitervororte wie Ohra, in denen Mietshäuser mit etwas größeren Wohnungen und einem Mindestmaß an sanitären Anlagen errichtet wurden.

## Weltkrieg, Revolution und nationalistische Mobilisierung in Danzig (1914 bis 1919)

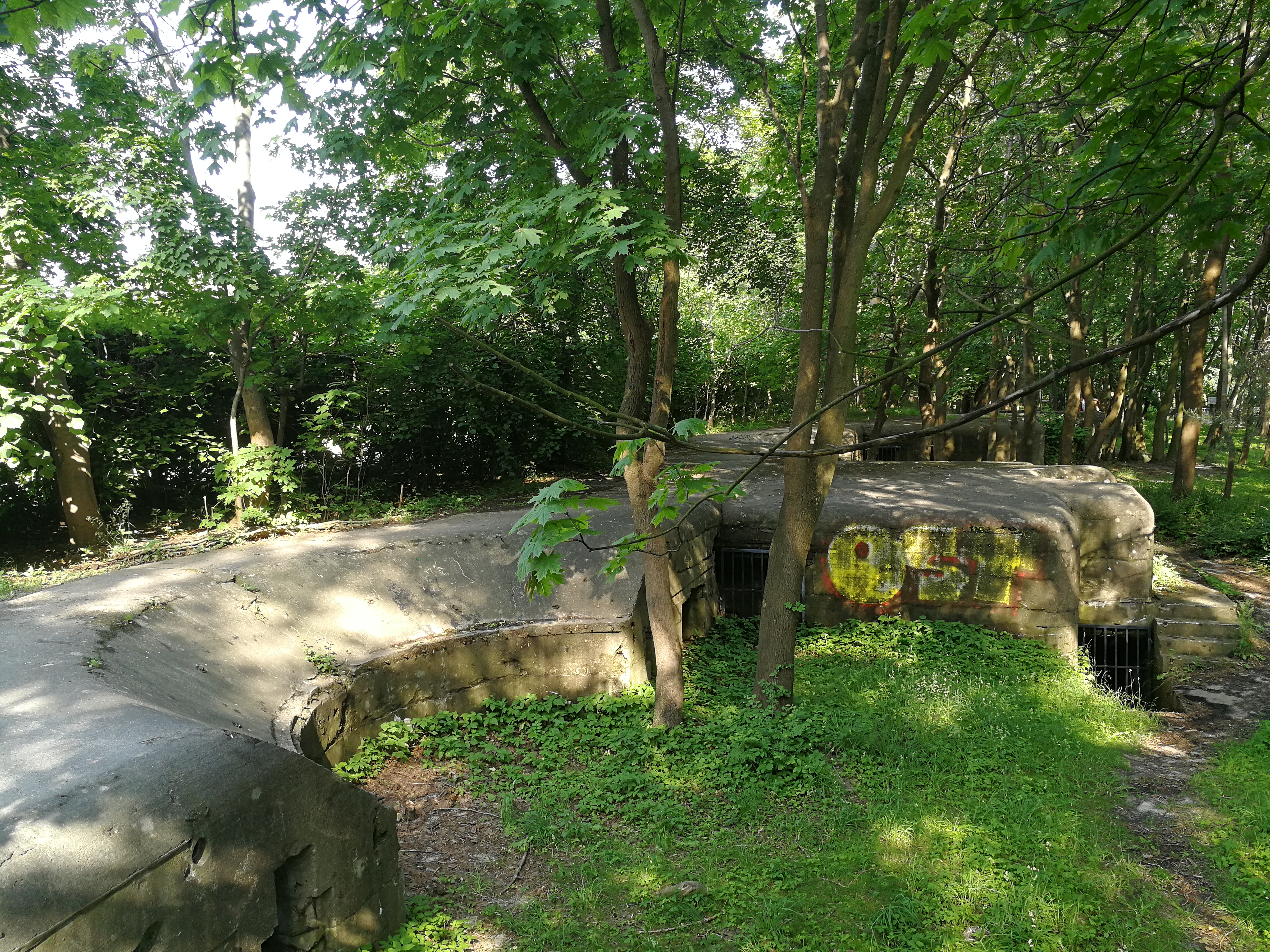
Überreste einer um 1911 zum Schutz der Danziger Bucht und der Einfahrt zum Danziger Hafen errichteten Küstenbatterie mit vier 15-cm-Geschützen bei Brösen

Mit der Erklärung des Kriegszustandes ging in Danzig am 31. Juli 1914 die vollziehende Gewalt auf das stellvertretende Generalkommando des XVII. Armeekorps über. Bis zum November 1914 wurden rund 17.000 Danziger zum Militärdienst eingezogen oder meldeten sich freiwillig. In den ersten Wochen des Krieges beschäftigte viele Einwohner die Sorge vor einem Beschuss der Stadt von See her bzw. vor einem Vordringen der russischen Truppen bis zur Weichsel. Nach den russischen Niederlagen in Ostpreußen legte sich diese „Panik“.
Die Danziger Wirtschaft, die mit der Gewehrfabrik und den Werften ohnehin relativ stark auf die Rüstungsindustrie ausgerichtet war, wurde nun nach und nach auf die Bedürfnisse des Krieges umgestellt. Viele Handwerksbetriebe und kleinere Unternehmen der Konsumgüterindustrie mussten schließen, während insbesondere die Werften ihre Belegschaften aufstockten. Die Kaiserliche Werft war zu Beginn des Krieges neben der Kieler Germaniawerft zunächst die einzige deutsche Werft, die für den Bau von U-Booten eingerichtet war. Während des Krieges wurden hier 22 U-Boote gebaut. Bei Schichau lief unter anderem 1915 das Großlinienschiff Baden, das letzte Flaggschiff der Hochseeflotte, vom Stapel.
Für Spannungen in der Stadt sorgte schon wenige Monate nach Kriegsbeginn die Kriegsfürsorgepolitik des liberalen Danziger Magistrats unter Oberbürgermeister Heinrich Scholtz. Dieser wälzte die Unterstützung für bedürftige Soldatenfamilien, die ohne Einkommen und Vermögen waren, auf einen von Spendengeldern abhängigen privaten Verein – die „Kriegshilfe für Danzig“ – ab, um so die Stadtkasse nicht zusätzlich zu belasten. Auch die bedürftigen Familien zustehende staatliche Unterstützung wurde in Danzig nur bei nachgewiesener vollkommener Mittellosigkeit gewährt. Während solchen Familien in vielen anderen preußischen Städten eine kommunale Unterstützung zusätzlich zu der kargen staatlichen Beihilfe gezahlt wurde, waren sie in Danzig dafür „auf Bettelei bei einer privaten Hilfsorganisation angewiesen“. Ein Leitartikel in der sozialdemokratischen Volkswacht, der die Haltung des Magistrats am 16. Januar 1915 scharf kritisierte, führte dazu, dass das Blatt bis zum März 1915 verboten wurde. Der Danziger Magistrat hielt auch in den folgenden Jahren an der Politik fest, keine kommunale Zusatzunterstützung neben der staatlichen Fürsorge auszuzahlen.
Während des Krieges kam es auch in Danzig zur Spaltung der Arbeiterbewegung. Führende Akteure der Danziger bzw. der westpreußischen Sozialdemokratie wie Julius Gehl unterstützten die Politik des „Burgfriedens“ und der „Vaterlandsverteidigung“. Sprecher der oppositionellen Richtung, die gegen den Krieg und die Politik der Parteiführung auftrat, war in Danzig der Volkswacht-Redakteur Gustav Schröder. Im Februar 1917 wurden die Anhänger der Opposition aus der SPD ausgeschlossen. Sie schlossen sich wenig später der USPD an, die in Danzig von den Militär- und Polizeibehörden hart unterdrückt wurde. Versammlungen der neuen Partei wurden verboten; Schröder kam für mehrere Wochen in „Schutzhaft“. Die als Wochenzeitung der USPD für Danzig und Westpreußen gegründete Volksstimme wurde nach drei Ausgaben verboten. In Danzig waren in den Kriegsjahren auch Anhänger der Spartakusgruppe aktiv, darunter an führender Stelle 1917/18 auch der aus Berlin ausgewiesene Hugo Eberlein.
Am 16. April 1917 streikten in Danzig 15.000 Arbeiter der Kaiserlichen Werft, der Gewehrfabrik und der Artilleriewerkstatt. Die Streikenden zogen zum Langen Markt vor das Rathaus, wo eine Abordnung mehrere Stunden lang mit dem Oberbürgermeister verhandelte. Ende Januar 1918 streikten noch einmal 4.500 Werftarbeiter.

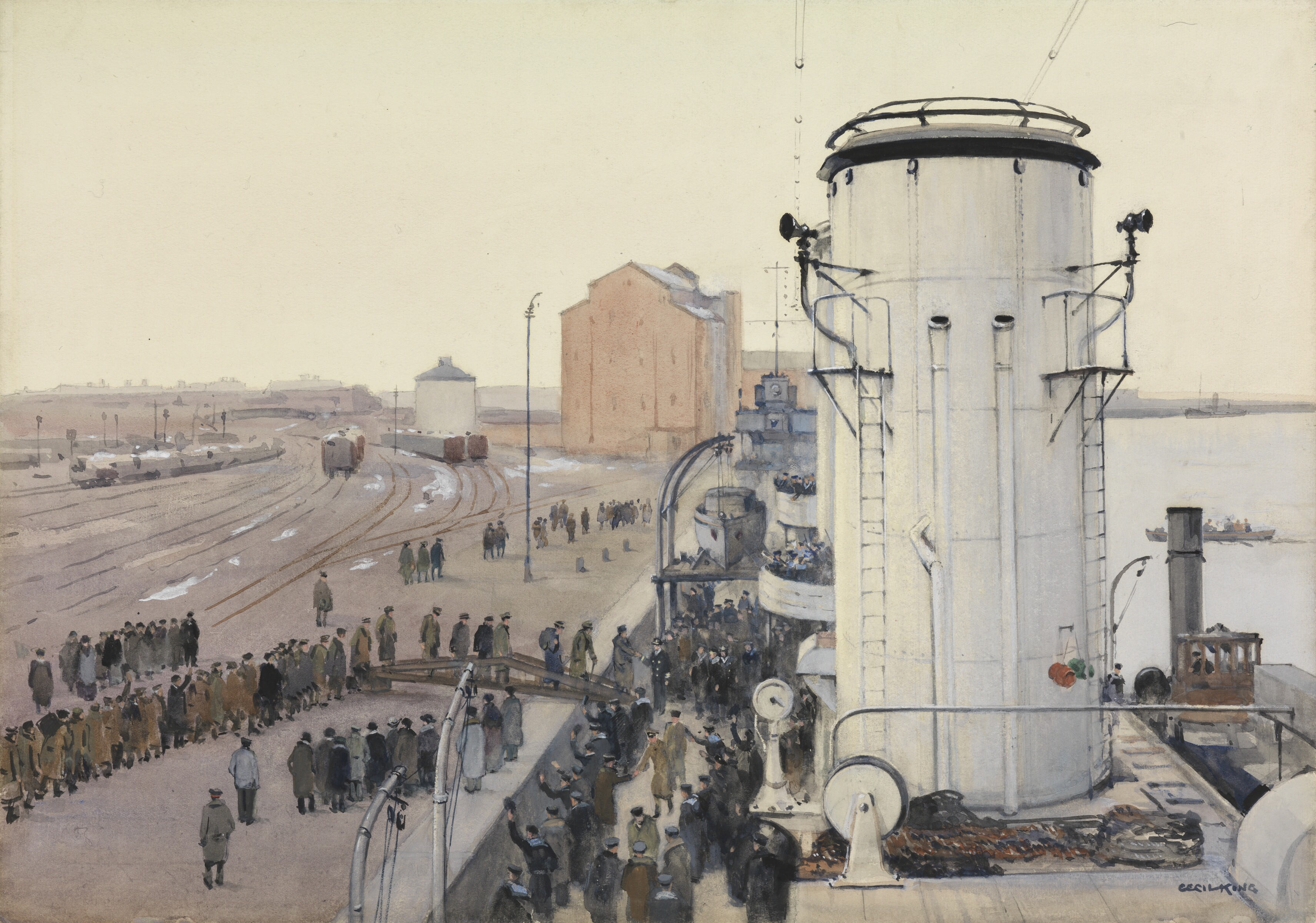
Entlassene britische Kriegsgefangene gehen Weihnachten 1918 an Bord eines britischen Kriegsschiffes in Neufahrwasser

Nachdem am 7. November 1918 Matrosen auf dem Seefliegerstützpunkt in Putzig an der Danziger Bucht in den Aufstand getreten waren und einen Soldatenrat gewählt hatten, führte die Novemberrevolution auch in Danzig dazu, dass ein Arbeiter- und Soldatenrat – bzw. dessen Vollzugsausschuss, der am 10. November 1918 nach einer von zehntausenden Menschen besuchten Kundgebung auf dem Heumarkt gebildet worden war und bis zum Januar 1920 bestand –, vorübergehend die Macht übernahm. Die in Danzig kasernierten Ersatzbataillone des Infanterie-Regiments Nr. 128 und des Grenadier-Regiments Nr. 5 wählten Soldatenräte. Wie anderswo auch blieben allerdings die alten Behörden intakt, nachdem sich der Oberpräsident, der Regierungspräsident, das Polizeipräsidium, der Magistrat und das stellvertretende Generalkommando bei einer Unterredung in der Kriegsschule zur Kooperation mit den vom Vollzugsausschuss eingesetzten Kontrolleuren bereiterklärt hatten. Auch die nach dem Dreiklassenwahlrecht gewählte Stadtverordnetenversammlung bestand zunächst weiter; nach dem Tod von Heinrich Scholtz wählte sie im Februar 1919 den Geschäftsführer des deutschen und preußischen Städtetages, Heinrich Sahm, zum neuen Oberbürgermeister. Bei einer Konferenz aller Arbeiter- und Soldatenräte des Regierungsbezirks Danzig wurden am 11. Dezember 1918 vier Delegierte für den Reichskongress der Arbeiter- und Soldatenräte in Berlin gewählt. Unter ihnen war auch die Danzigerin Käthe Leu (USPD), neben der Dresdnerin Klara Noack (SPD) eine von lediglich zwei weiblichen Delegierten des Reichsrätekongresses. Am 16. Dezember 1918 fand in Danzig eine weitere große Arbeiterdemonstration statt, zu der Mitglieder des Spartakusbundes aufgerufen hatten. Anlass war die zuvor von Offizieren veranlasste Entfernung der roten Fahnen vom Vorplatz des Hauptbahnhofes. Demonstranten rissen daraufhin die an Hotels und bürgerlichen Wohn- und Geschäftshäusern gehissten schwarz-weiß-roten Fahnen ab und erzwangen die Freilassung einiger Gefangener aus den städtischen Gefängnissen. Als aus einem Fenster des Hotels Danziger Hof auf die Demonstranten geschossen wurde, konnte eine Eskalation vom Vollzugsausschuss nur mit Mühe verhindert werden.
Im Januar 1919 besetzte eine unter der Leitung von Otto Lienau, eines Professors an der Technischen Hochschule, aufgestellte Kompanie aus Studenten und Oberschülern mit Maschinengewehren und acht Geschützen die Befestigungen auf dem Hagelsberg, von dem aus die Stadt jederzeit beschossen werden konnte. Eine Abordnung des Danziger Arbeiter- und Soldatenrates wollte in Weimar mit Reichswehrminister Gustav Noske über den Abzug dieser Truppe verhandeln, was dieser aber rundheraus ablehnte. Er drohte stattdessen die Entsendung weiterer Regierungstruppen an. Das sorgte auch innerhalb der Danziger SPD für erhebliche Unruhe und Erbitterung. Im April 1919 kam es in Danzig zu einem mehrtägigen politischen Generalstreik, zu dem USPD und KPD aufgerufen hatten. Die Streikenden forderten die Auflösung der Freikorps und die Übernahme der politischen Macht durch die Arbeiterräte. Während des Streiks, der am 14. April abgebrochen wurde, schossen Soldaten am 11. April auf eine Menschenmenge vor dem Hauptbahnhof; dabei gab es mehrere Tote.
Im Frühjahr 1919 wurden die politischen Auseinandersetzungen der Revolutionsmonate nach und nach von der Frage der zukünftigen staatlichen Zugehörigkeit Danzigs überlagert. Angesichts der sich abzeichnenden deutschen Niederlage hatten sich Magistrat und bürgerliche Oberschicht bereits seit dem Sommer 1918 mehr und mehr mit der Möglichkeit beschäftigt, dass die Stadt bei einem Friedensschluss an einen dann neu konstituierten polnischen Staat fallen könnte. US-Präsident Woodrow Wilson hatte in seinen „14 Punkten“ im Januar 1918 einen „freien und sicheren“ Zugang Polens zum Meer gefordert, was von polnischen Nationalisten überwiegend so interpretiert wurde, als würde Danzig bei einer Niederlage Deutschlands in jedem Falle polnisch werden. Das lehnte neben den bürgerlichen Parteien auch der Danziger Arbeiter- und Soldatenrat ab, der sich Anfang Januar 1919 dem Aufruf zur Bildung eines Grenzschutzes für die Provinz Westpreußen angeschlossen hatte. Im Frühjahr und Sommer 1919 war Danzig das Zentrum der Planungen einiger Offiziere – unter ihnen der kommandierende General in Danzig, Otto von Below –, Beamter, Politiker und Großgrundbesitzer für einen „Oststaat“, der sich im Fall der Unterzeichnung des Versailler Friedensvertrages durch die Reichsregierung abspalten und die abzutretenden Ostgebiete militärisch verteidigen bzw. einen Krieg gegen Polen führen sollte. Der Plan wurde auch deshalb nicht umgesetzt, weil der Danziger Arbeiterrat für diesen Fall den Generalstreik androhte und eine in Danzig zusammengetretene Versammlung von 1.500 Unteroffizieren den „Oststaat“ ebenfalls ablehnte. Am 23. März und am 25. April 1919 fanden zwei große Demonstrationen mit 70.000 bzw. 80.000 Teilnehmern statt, die sich gegen eine Eingliederung Danzigs in den neuen polnischen Staat richteten. Die verschiedenen deutschen Parteien wandten sich zwar einhellig gegen eine Annexion durch Polen, taten dies aber aus unterschiedlichen Gründen: Während bei den bürgerlichen Mitte-Rechts-Parteien vor allem nationalistisch argumentiert wurde, lehnten die Arbeiterparteien eine Zugehörigkeit Danzigs zu Polen ab, weil sie nicht unter die Herrschaft der als besonders rückständig und gewerkschaftsfeindlich geltenden polnischen „Großgrundbesitzer und Kapitalisten“ geraten wollten.

## Freie Stadt Danzig
Mit Inkrafttreten des Friedensvertrages von Versailles wurde Danzig am 10. Januar 1920 mit seinen umliegenden Gebieten von Deutschland abgetrennt und am 15. November 1920 zu einem unabhängigen Staat, der Freien Stadt Danzig, erklärt. Ab Februar 1920 befand sich eine britische Besatzungstruppe in der Stadt, die diesen Prozess absichern sollte. Die Zweite Polnische Republik hatte bei den Verhandlungen in Versailles ihre Maximalforderung in Hinsicht auf Danzig nicht durchsetzen können: Polen hatte eine Annexion der Stadt angestrebt. Die von den Siegermächten schließlich geschaffene Konstruktion der „Freien Stadt“ sollte in erster Linie Polen die uneingeschränkte Nutzung des Danziger Hafens garantieren, ohne die Stadt in den polnischen Staat einzugliedern. Großbritannien und die USA hatten eine Einverleibung mit Verweis auf die für Polen sehr ungünstige Nationalitätenstatistik und unter Hinweis auf das „Selbstbestimmungsrecht der Völker“ abgelehnt; auch Frankreich unterstützte eine direkte Annexion nur verhalten.
Die Freie Stadt Danzig war ein teilsouveräner Staat unter Aufsicht des Völkerbunds. Dieser war durch einen ständigen Hohen Kommissar in der Stadt vertreten, der allerdings keine Möglichkeit hatte, direkt in die Politik der Freien Stadt einzugreifen. Die Freie Stadt verfügte über eine eigene Polizei, aber kein eigenes Militär. Der Status der Freien Stadt wurde in den Artikeln 100 bis 108 des Versailler Vertrags geregelt und im Pariser Vertrag (9. November 1920) bzw. dem Warschauer Abkommen (24. Oktober 1921) weiter präzisiert. Ihre inneren Verhältnisse regelte eine Verfassung, die 1922 ihre endgültige Fassung erhielt. Das Territorium der Freien Stadt bestand aus den Städten Danzig und Zoppot sowie den Landkreisen Danziger Niederung, Danziger Höhe und Großes Werder. Auf 1.892 Quadratkilometern lebten zum Zeitpunkt der Volkszählung im Jahr 1929 407.517 Einwohner, davon in der Stadt Danzig 235.237.

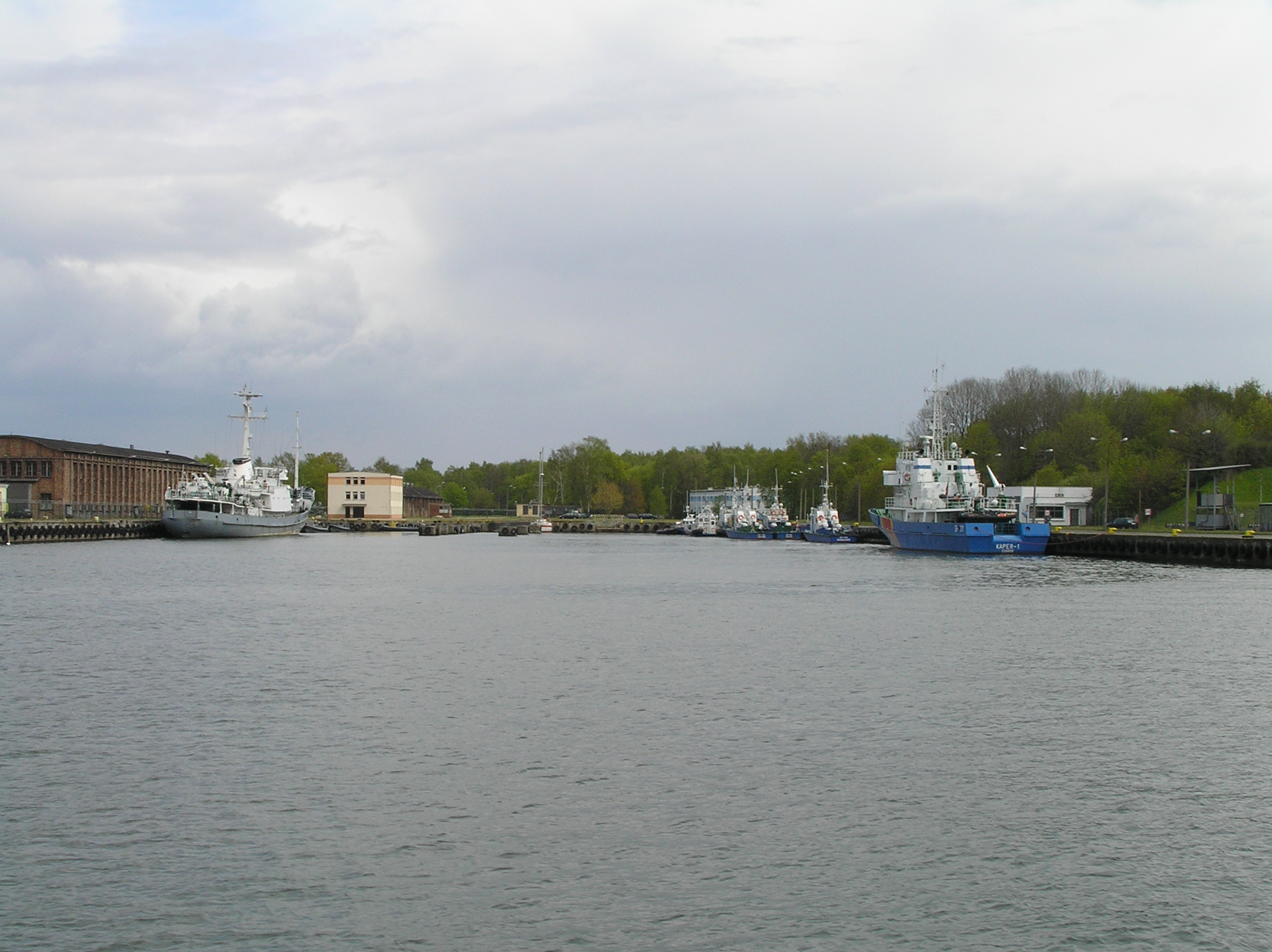
Der polnische Munitionshafen auf der Westerplatte (heute vom polnischen Grenzschutz genutzt)

Polen, das in der Freien Stadt von einem Generalkommissar vertreten wurde, erhielt umfangreiche Sonderrechte. Die Verwaltung des Hafens lag bei einem „Ausschuss für den Hafen und die Wasserwege von Danzig“, dessen Mitglieder je zur Hälfte von der Republik Polen und der Freien Stadt Danzig ernannt wurden. Die Freie Stadt wurde in das polnische Zollgebiet einbezogen; die Danziger Zollbeamten unterstanden der Aufsicht durch polnische Zollinspektoren. Auch die Eisenbahn unterstand – bis auf die Kleinbahnen – polnischer Verwaltung. Die polnische Post durfte im Hafen ein Postamt unterhalten. 1924 wurde ein weiteres polnisches Postamt im Nordflügel des ehemaligen Danziger Garnisonslazaretts eröffnet. Im Januar 1925 stellte die polnische Post gegen den Widerstand des Danziger Senats im Danziger Stadtgebiet mehrere Briefkästen auf und nahm einen regulären Postdienst auf. Die Wahrnehmung der auswärtigen Angelegenheiten der Freien Stadt lag ebenfalls bei Warschau, das dabei allerdings verpflichtet war, die „Wünsche und Anträge“ Danzigs zu berücksichtigen. Bürger der Freien Stadt konnten ohne Visum nach Polen einreisen, benötigten aber ein polnisches Visum, wenn das Reiseziel Deutschland war. Trotz dieser Einflussposition in Danzig forcierte Polen in den 1920er Jahren den Ausbau des Fischerdorfes Gdynia zu einem Handels- und Kriegshafen, wodurch ein „künstlicher“ Konkurrent für den Danziger Hafen in der Danziger Bucht geschaffen wurde. Nachdem sich im Sommer 1920 während des polnisch-sowjetischen Krieges Danziger Hafenarbeiter geweigert hatten, für Polen bestimmte Munition zu entladen, erwirkte Polen beim Völkerbund die Erlaubnis, auf der Halbinsel Westerplatte, auf der sich bis dahin ein Seebad befunden hatte, einen Munitionshafen mit Lagergebäuden unter polnischer Verwaltung anzulegen, der auch einen Eisenbahnanschluss erhielt. Zum Schutz des Hafenbeckens und der gelagerten Munition durfte Polen eine kleine Garnison ohne schwere Waffen auf der Westerplatte unterhalten, die weiter zum Territorium der Freien Stadt gehörte, aber nun de facto von Polen kontrolliert wurde.
Der Einfluss deutscher Regierungsstellen in der Freien Stadt kam vor allem durch das 1921 eröffnete Generalkonsulat zur Geltung. Es übte eine Art informelle „Kontrolle über die Danziger Behörden“ aus, die sich ohnehin in allen grundsätzlichen Fragen mit dem Auswärtigen Amt in Berlin abstimmten. Über verschiedene Kanäle flossen laufend – auch in den Jahren der Weltwirtschaftskrise – Gelder nach Danzig, mit denen der „deutsche Charakter“ der Stadt gefördert werden sollte, die aber zunehmend auch dem Ausgleich des Haushalts der Freien Stadt dienten. Die Mittel wurden unter anderem dazu verwendet, Danzig in den 1920er Jahren als „Kongreßstadt“ zu etablieren, in der regelmäßig Tagungen und Kongresse deutscher Vereine und Verbände stattfanden, obwohl „weder die geographische Lage noch andere Vorzüge“ für diese Ortswahl sprachen.
Das Parlament der Freien Stadt war der Volkstag mit zunächst 120 und später – ab 1930 – 72 Abgeordneten. Der Volkstag wählte die Regierung, den Senat, der aus dem Präsidenten, dem stellvertretenden Präsidenten und zehn Senatoren bestand. Am 16. Mai 1920 wurde der erste Volkstag gewählt. SPD und USPD kamen zusammen auf 51.143 Stimmen und 40 Abgeordnete; die Spaltung des linken Lagers führte dazu, dass die Deutschnationale Volkspartei mit 43.206 Stimmen und 34 Mandaten zur stärksten Kraft wurde. Der parteilose, den konservativen Kreisen nahestehende Danziger Oberbürgermeister Heinrich Sahm wurde zum ersten Präsidenten des Senats der Freien Stadt Danzig gewählt und blieb bis 1931 in diesem Amt.
Im Jahr 1923 gaben im Rahmen einer Volkszählung 95 Prozent der Bürger Deutsch und vier Prozent Polnisch bzw. Kaschubisch als Muttersprache an. Entgegen dem Volkszählungsergebnis schätzte der polnische Historiker Andrzej Drzycimski den Anteil der Menschen polnischer Herkunft an der Danziger Gesamtbevölkerung im Jahr 1923 auf 16 Prozent. Konfessionell waren von der Gesamtbevölkerung nach dieser Volkszählung 218.137 evangelisch, 130.174 katholisch, 7.282 jüdisch, etwa 5.600 waren Mennoniten, 1.900 reformiert, 1.100 Baptisten, 400 freireligiös, die übrigen waren religionslos oder gehörten anderen Glaubensrichtungen an.
| Muttersprache der Bevölkerung im Freistaat nach der Volkszählung vom 1. November 1923 | Muttersprache der Bevölkerung im Freistaat nach der Volkszählung vom 1. November 1923 | Muttersprache der Bevölkerung im Freistaat nach der Volkszählung vom 1. November 1923 | Muttersprache der Bevölkerung im Freistaat nach der Volkszählung vom 1. November 1923 | Muttersprache der Bevölkerung im Freistaat nach der Volkszählung vom 1. November 1923 | Muttersprache der Bevölkerung im Freistaat nach der Volkszählung vom 1. November 1923 | Muttersprache der Bevölkerung im Freistaat nach der Volkszählung vom 1. November 1923 | Muttersprache der Bevölkerung im Freistaat nach der Volkszählung vom 1. November 1923 |
| ------------------------------------------------------------------------------------- | ------------------------------------------------------------------------------------- | ------------------------------------------------------------------------------------- | ------------------------------------------------------------------------------------- | ------------------------------------------------------------------------------------- | ------------------------------------------------------------------------------------- | ------------------------------------------------------------------------------------- | ------------------------------------------------------------------------------------- |
| Muttersprache                                                                         | Gesamt                                                                                | Deutsch                                                                               | Deutsch und Polnisch                                                                  | Polnisch, Kaschubisch, Masurisch                                                      | Russisch, Ukrainisch                                                                  | Jiddisch, Hebräisch                                                                   | Keine Angabe                                                                          |
| Danziger Staatsangehörige                                                             | 335.921                                                                               | 327.827                                                                               | 1.108                                                                                 | 6.788                                                                                 | 99                                                                                    | 22                                                                                    | 77                                                                                    |
| Ausländer, Staatenlose                                                                | 30.809                                                                                | 20.666                                                                                | 521                                                                                   | 5.239                                                                                 | 2.529                                                                                 | 580                                                                                   | 1.274                                                                                 |
| Gesamt                                                                                | 366.730                                                                               | 348,493                                                                               | 1.629                                                                                 | 12.027                                                                                | 2.628                                                                                 | 602                                                                                   | 1,351                                                                                 |
| Prozent                                                                               | 100 %                                                                                 | 95,03 %                                                                               | 0,44 %                                                                                | 3,28 %                                                                                | 0,72 %                                                                                | 0,16 %                                                                                | 0,37 %                                                                                |

Die polnische Minderheit besaß eigene Schulen und ein sehr lebendiges Vereinswesen. Sie wurde von Teilen der deutschen Bevölkerung mit Misstrauen betrachtet und diskriminiert. Außerdem lebten in Danzig in der Zwischenkriegszeit Kaschuben und eine relativ große Gemeinde russischer Emigranten. Danzig war bis 1918 kein Einwanderungsziel für die verarmte jüdische Bevölkerung, sondern in erster Linie für wohlhabende jüdische Firmeninhaber und Händler, welche ihre Geschäfte aus dem Osten nach Danzig verlegten. In der Nachkriegszeit wuchsen die jüdischen Gemeinden durch Zuwanderung stark an. Gleichzeitig war Danzig in diesen Jahren ein bedeutender Auswanderungshafen für osteuropäische Juden: Bereits 1919/20 sollen etwa 15.000 Juden über Danzig nach Nordamerika ausgewandert sein. Circa 90 % der Danziger Juden gelang in den Jahren 1939/40 die Emigration, die verbliebenen Juden wurden zum überwiegenden Teil enteignet und deportiert.

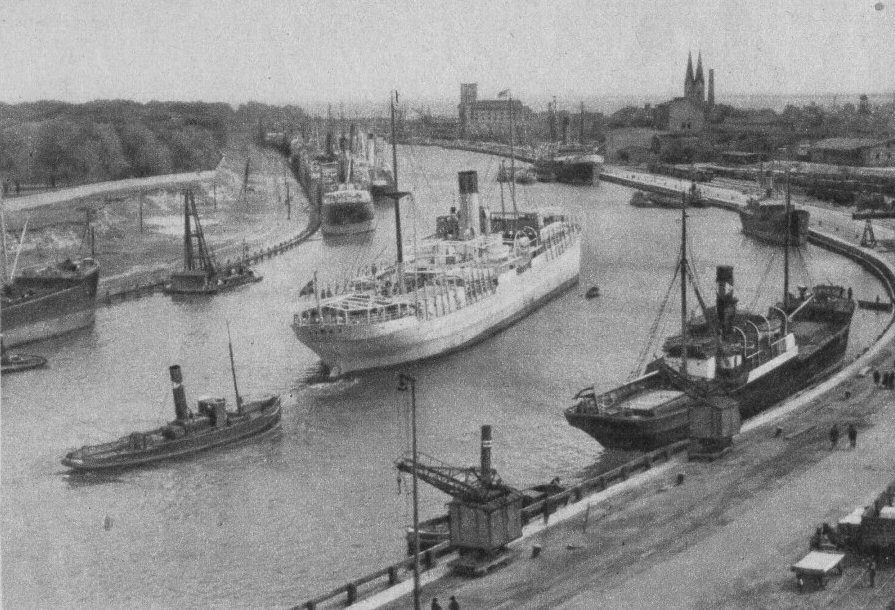
Danziger Hafenkanal in den 1930er Jahren (rechts Neufahrwasser, links die Westerplatte)

Der Hafen und die Werften, das Rückgrat der Danziger Wirtschaft, befanden sich nach 1920 in einer sehr schwierigen Lage. Die Werften durften keine Kriegsschiffe mehr bauen, womit vor allem der ehemaligen Kaiserlichen Werft, die nun als Danziger Werft und Eisenbahnwerkstätten AG (mit britisch-französischer Mehrheitsbeteiligung) fortgeführt wurde, die wirtschaftliche Grundlage entzogen war. Die direkt benachbarte Schichau-Werft, die jahrelang am Rand des Konkurses stand, wurde ab 1929 als F. Schichau GmbH im Mehrheitsbesitz des Deutschen Reiches und des Landes Preußen (mit einer Minderheitsbeteiligung der Freien Stadt) fortgeführt. Die Klawitter-Werft musste 1931 schließen. Auch der Danziger Hafen stand vor großen Problemen. Viele wirtschaftliche Verbindungen Danzigs waren durch die Zollgrenze zum Deutschen Reich beeinträchtigt oder zerrissen worden. In den ersten Nachkriegsjahren nahm deshalb der Umschlag im Hafen im Vergleich zur Vorkriegszeit stark ab. 1920 liefen nur 1.653 Schiffe den Danziger Hafen an – rund 650 weniger als im Jahr 1912. Zudem nahm die Bedeutung der traditionell in Danzig umgeschlagenen Güter (insbesondere Getreide und Holz) ab, während die von Kohle und Eisenerz zunahm. Für diese Massengüter war der Danziger Hafen aber zu Beginn der 1920er Jahre nicht ausgebaut. Da Danzig über keine eigene ins Gewicht fallende Exportindustrie verfügte, war sein Hafen, wenn er nicht zu einem reinen Einfuhrhafen werden sollte, auf die polnischen Exportprodukte angewiesen. Diese wurden aber seit 1925 mehr und mehr über Gdynia ausgeführt. Die Freie Stadt versuchte, den weiteren Niedergang des Hafens durch erhebliche Investitionen aufzuhalten. Bis 1927 wurden 34 moderne Hafenkräne gekauft, die die Umschlagkapazität deutlich erhöhten. Außerdem wurde zwischen 1928 und 1930 an der Toten Weichsel südlich von Weichselmünde ein neues Hafenbecken für Massengüter angelegt und mit modernsten Anlagen ausgestattet. Dennoch verlor Danzig seine Stellung als umschlagstärkster Hafen an der Ostsee, die es in der zweiten Hälfte der 1920er Jahre noch einmal zurückerobert hatte, im Laufe der 1930er Jahre an Gdynia.
Nach der Volkstagswahl im Mai 1933 kam im Juni auch in Danzig die NSDAP mit Unterstützung des Zentrums, das zwei Vertreter in den neuen Senat entsandte, an die Macht. Der Senat unter dem Präsidenten Hermann Rauschning stützte sich auf ein Ermächtigungsgesetz. Die NSDAP musste sich wegen der internationalen Kontrolle des Gebietes bis 1936/37 mit Oppositionsparteien abfinden (mit Ausnahme der Kommunistischen Partei, die bereits im Mai 1934 verboten wurde), die bei den Volkstagswahlen von 1935 (trotz versuchter Wahlbeeinflussungen) eine Zwei-Drittel-Mehrheit der Nationalsozialisten klar verhindern konnten. Im Oktober 1936 wurde auch die Sozialdemokratische Partei der Freien Stadt Danzig verboten. Im Frühjahr 1937 löste sich die DNVP auf, nachdem die meisten ihrer Volkstagsabgeordneten zur NSDAP übergelaufen waren, was dieser die erstrebte verfassungsändernde Zweidrittelmehrheit verschaffte. Im Mai 1937 wurde der sozialdemokratische Volkstagsabgeordnete Hans Wichmann von der Politischen Polizei verhaftet und ermordet. Im Oktober 1937 ordnete der Danziger Polizeipräsident auch die Auflösung der Zentrumspartei an. Mit einer Rechtsverordnung vom 1. November 1937 wurde die Bildung neuer politischer Parteien im Gebiet der Freien Stadt Danzig verboten. Bis zum Juni 1938 verzichteten die verbliebenen Abgeordneten der aufgelösten Parteien entweder „freiwillig“ auf ihre Mandate oder traten zur NSDAP-Fraktion über. Nur die Mandate der Abgeordneten der polnischen Minderheit wurden von den Nazis vorerst nicht angetastet. Die Nazis verzichteten aus diesem Grund auch auf eine Neuwahl des Volkstages, da sie davon ausgingen, dass die bis dahin marginale polnische Liste dann auch die Stimmen der verbliebenen deutschen Nazigegner erhalten würde; dieses Potential wurde von Beobachtern auf bis zu 30 Prozent der Wähler geschätzt.
Während Rauschning 1933/34 als Senatspräsident eine Annäherung an Polen versuchte, ging sein Nachfolger Arthur Greiser wieder auf Distanz und führte die Freie Stadt in zunehmende (auch finanzielle) Abhängigkeit zum Deutschen Reich. Obwohl Danzig unter Aufsicht des Völkerbundes stand, waren die Lebensumstände der dort lebenden Juden nach einigen Jahren kaum besser als im Reich. Die jüdische Gemeinschaft der Freien Stadt, die 1933 rund 11.000 Angehörige zählte, stand seit der Machtübernahme durch die NSDAP in ständigem Kampf mit dem Senat, der zwar zunächst nicht gesetzlich gegen die Juden vorging, sie tatsächlich aber aus dem staatlichen Leben verdrängte. Ab 1937 wandte sich der Senat dann verstärkt der sogenannten „Judenfrage“ zu. In der Nacht vom 12. auf den 13. November 1938 inszenierten die Nazis auch in Danzig eine antisemitische „Kristallnacht“.
Ende August 1939 erklärte sich der Gauleiter Albert Forster selbst zum Staatsoberhaupt und verfügte am 1. September 1939 völkerrechtswidrig, nachdem reichsdeutsche Streitkräfte das polnische Munitionsdepot auf der Westerplatte angegriffen hatten, den Anschluss Danzigs an das Deutsche Reich. Der deutsche Angriff auf die Westerplatte wird heute als Beginn des Zweiten Weltkrieges gesehen.

## Zweiter Weltkrieg
In den Zeiten des Zweiten Weltkrieges wurden insbesondere die Juden, aber auch die polnische Minderheit in Danzig deportiert (Juden wurden bereits seit 1933 systematisch verfolgt und entrechtet), viele verloren ihr Leben. Andere wiederum ließen sich auf der „Volksliste“ als Deutsche eintragen und entgingen so der Verfolgung durch Nationalitätswechsel. Dazu wurden viele dieser Menschen in Konzentrationslager (wie das KZ Stutthof) deportiert und ermordet.
Seit Kriegsbeginn wurden in Danzig verschiedene Außenlager des KZ Stutthof eingerichtet. Auf dem heutigen Stadtgebiet befanden sich:
- Außenarbeitslager Danziger Werft
- Außenarbeitslager Schichau-Werft Danzig
- Außenarbeitslager Marine-Bauleitung Danzig-Holm
- Außenstelle Westerplatte
- Außenstelle Matzkau
- Außenkommando Betonfabrik Danzig
- Außenkommando Ziegelei Zigankenberg

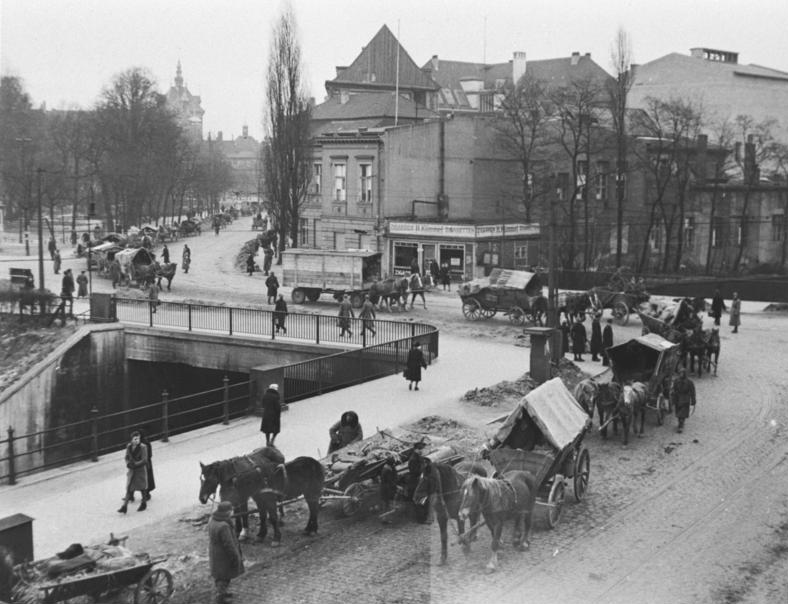
Flüchtlingstreck im Februar 1945 in Danzig

1941 befand sich in Danzig-Langfuhr die Flugzeugführerschule A/B 6. Ende März 1945 wurde Danzig von der Roten Armee im Zuge der Schlacht um Ostpommern eingeschlossen und erobert. Durch die Kampfhandlungen wurden große Teile der Innenstadt (bestehend aus Rechtstadt, Altstadt, Vorstadt und Niederstadt) zerstört. Während und nach dem Einmarsch wurden noch erhaltene Häuser der Innenstadt von den sowjetischen Soldaten geplündert und in Brand gesteckt. Insgesamt wurde ein sehr hoher Anteil der Bebauung zerstört.
Bereits in den ersten Nachkriegsmonaten wurden die meisten in Danzig verbliebenen Deutschen von den sowjetischen Besatzern und polnischen Behörden vertrieben. Zurück blieb eine Minderheit von etwa fünf Prozent der ursprünglichen Stadtbevölkerung mit zumeist auch polnischen Vorfahren. Die Vertreibung wurde von den polnischen Behörden geduldet und nicht, wie oft fälschlicherweise angenommen, „systematisch“ vorbereitet. Als Folge des Zweiten Weltkriegs und des Bierut-Dekretes wurde das Eigentum von Personen deutscher Nationalität und Herkunft enteignet. Straftaten, die gegen die deutsche Zivilbevölkerung begangen wurden, hat man juristisch nur bedingt verfolgt. Aufgrund des Leidens der polnischen Bevölkerung während des Krieges und der Nachkriegsjahre wurden diese Geschehnisse nie richtig aufgearbeitet. Die deutsche Bevölkerung wurde ersetzt durch Polen, von denen viele im Zuge der Zwangsumsiedlung von Polen aus den ehemaligen polnischen Ostgebieten 1944–1946 vertrieben worden waren.

## Nachkriegszeit – Polen
Die Danziger Rechtstadt sowie zahlreiche Baudenkmäler der Altstadt wurden in Anlehnung an frühneuzeitliche Vorbilder rekonstruiert.
Zugleich wurden insbesondere in den Sechzigern, in den Vorstädten wie Przymorze Trabantensiedlungen errichtet. Charakteristisch sind hier die sogenannten Wellenhäuser – Wohnblöcke von teilweise mehreren hundert Metern Länge in Plattenbauweise, die mäandrieren und so eine Assoziation zum nahe gelegenen Meer hervorrufen sollen.
Anfang der 1980er begann die Gewerkschaftsbewegung Solidarność unter Führung von Lech Wałęsa in der Danziger Werft ihren Widerstand gegen die kommunistische Herrschaft in Polen.

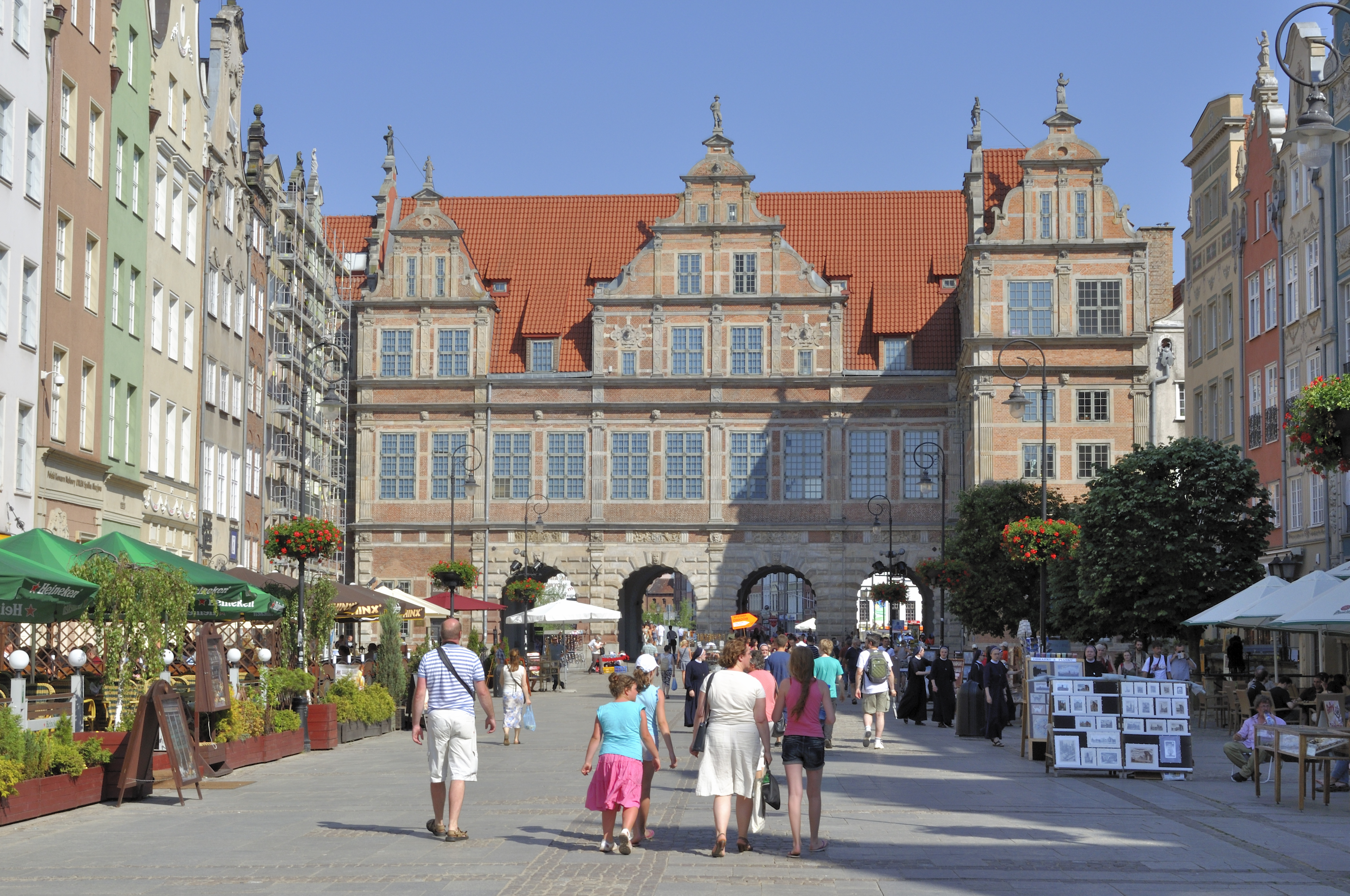
Blick vom Langen Markt auf das Grüne Tor – 2010

Mit dem Fall des Eisernen Vorhanges veränderte sich die Lage der nationalen Minderheiten in der Republik Polen, auch die der deutschen Minderheit. In Danzig wurde im Jahre 1990 der Bund der Deutschen Minderheit gegründet (Mitgliederstärke: 5.512 Mitglieder; Quelle: Bund der Deutschen Minderheit, Danzig, 2005).
Bald darauf begannen jüngere polnische Danziger, die bislang versteckten Spuren des deutschen Danzig zu entdecken; diese Suche nach lokaler Identität ist auch heute noch im Gange. Zu den wichtigsten Personen dieses Identitätsdiskurses zählen der liberale Politiker Donald Tusk sowie die Schriftsteller Paweł Huelle und Stefan Chwin.
Günter Grass fasste im Roman Die Blechtrommel die Geschichte Danzigs lapidar so zusammen (bevor er sie ausführlicher nachzeichnet):
Zuerst kamen die Rugier, dann kamen die Goten und Gepiden, sodann die Kaschuben, von denen Oskar in direkter Linie abstammt. Bald darauf schickten die Polen den Adalbert von Prag. Der kam mit dem Kreuz und wurde von Kaschuben oder Pruzzen mit der Axt erschlagen.
Das geschah in einem Fischerdorf und das Dorf hieß Gyddanyzc. Aus Gydannyzc machte man Danczik, aus Danczik wurde Dantzig, das sich später Danzig schrieb, und heute heißt Danzig Gdańsk. (Die Blechtrommel, Luchterhand 1959, S. 379)